# West Indies Cricket Team
Das West Indies Cricket Team, verkürzt auch als The West Indies oder The Windies bezeichnet, ist eine internationale Cricket-Mannschaft. Es ist eine der „Nationalmannschaften“, in denen sich Spieler aus mehr als nur einem Land befinden, und wird von Cricket West Indies (CWI) geleitet. Das West Indies Cricket Team vertritt die unabhängigen Staaten der Westindischen Inseln Antigua und Barbuda, Barbados, Dominica, Grenada, Jamaika, St. Kitts und Nevis, St. Lucia, St. Vincent und die Grenadinen, Trinidad und Tobago, den südamerikanischen Staat Guyana sowie die abhängigen Gebiete Amerikanische Jungferninseln, Anguilla, Britische Jungferninseln, Montserrat und Sint Maarten. In den meisten dieser Staaten und Gebiete gilt Cricket als Nationalsport. Die West Indies verfügen über ihre eigene Flagge und eine eigene Hymne. Die West Indies sind eines der zwölf Vollmitglieder des International Cricket Council und dürfen somit Test-Cricket-Spiele (was allgemein als die angesehenste Form des Crickets gilt) austragen.
Das Team bestritt sein erstes Test Match 1928 in England. Größte Erfolge sind der Gewinn der ersten beiden Cricket World Cups (1975 und 1979), der Sieg bei der ICC Champions Trophy 2004 sowie der zweimalige Gewinn des T20 World Cup (2012 und 2016). 21 ehemalige Spieler der West Indies wurden in die ICC Cricket Hall of Fame aufgenommen.

## Geschichte

### Einführung von Cricket und erste Touren

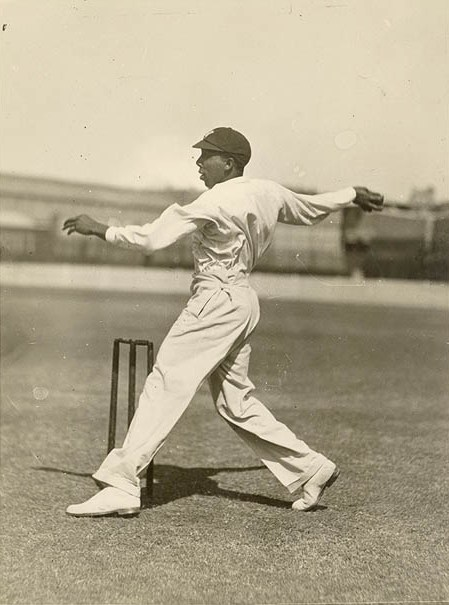
Learie Constantine spielte in den 1920er und 1930er Jahren Test-Cricket für die West Indies und gilt als einer der ersten besten Spieler

Wie in anderen Teilen der Welt brachten britische Siedler das Cricketspiel in die Karibik, wo es rasch Beliebtheit erlangte. Die Cricketgeschichte begann dort in den 1880er Jahren, als eine repräsentative Mannschaft für eine Tour nach Kanada und in die Vereinigten Staaten zusammengestellt wurde. Das erste dokumentierte Cricketspiel in der Karibik wurde zwischen örtlichen Mannschaften ausgespielt, die aus „weißen“ Spielern und englischen Besuchern bestanden – der Middlesex-Spieler Robert Slade Lucas unternahm 1894/95 erstmals mit einer englischen Mannschaft eine Tour in die Karibik, und zwei Jahre später führte Arthur Priestley eine Mannschaft nach Barbados, Trinidad und Jamaika, die erstmals gegen eine „All West Indies“-Mannschaft spielte, jedoch gegen den Gastgeber verlor. Lord Hawkes’ englische Mannschaft, die auch einige Testspieler mit sich führte, tourte aufgrund eines Missverständnisses zur gleichen Zeit in die Karibik und spielte gegen Trinidad, Barbados und Britisch-Guayana (heute Guyana). 1900 führte der „weiße“ Trinidader Aucher Warner, Bruder des späteren englischen Kapitäns Pelham Warner, eine Mannschaft nach England, deren Spiele in England jedoch keinen First-Class-Status besaßen. Zwei Jahre später, 1901/02, tourte Hampshire, angeführt von ihrem Wicket-Keeper Richard Bennett, in die Karibik und bestritt drei Spiele gegen eine „West Indies“-Mannschaft, die der Gastgeber mit 2–1 gewann. 1904/05 tourte Lord Brackleys Mannschaft in der Karibik und gewann beide Spiele gegen die West Indies.
Die Englandtouren fanden 1906 eine Fortsetzung, als Harold Austin eine Mannschaft der West Indies nach England anführte. Seine Mannschaft spielte gegen mehrere County-Mannschaften und erreichte in dem Spiel gegen eine „England XI“ ein unentschieden. Die englische Mannschaft setzte jedoch nur einen ihrer damaligen Test-Spieler ein – den Wicket-Keeper Dick Lilley – der nicht an Englands vorhergehender Südafrikatour 1905/06 teilnahm. Der Marylebone Cricket Club (MCC), der die Aufsicht über alle offiziellen englischen Touren übernahm, besuchte 1910/11 und 1912/13 die Karibik, bis zum Besuch der West Indies 1923 in England pausierten jedoch die gegenseitigen Besuche, vor allem als Folge des Ersten Weltkrieges. Während der Tour bestritten die West Indies jedoch kein Spiel gegen England, dafür wurde ein traditionelles Spiel zum Ende der Saison zwischen HDG Leveson-Gowers Mannschaft und einer virtuellen englischen Test-Mannschaft beim Cricketfest in Scarborough ausgetragen, das Leveson-Gowers Mannschaft mit vier Wickets gewann. 1925/26 unternahm der MCC wieder eine Tour in die Karibik.
Der MCC war eifrig dabei, das Cricket im gesamten Empire zu fördern, und am 31. Mai 1926 wurde der westindische Verband, zusammen mit seinen indischen und neuseeländischen Äquivalenten, Vollmitglied der Imperial Cricket Conference (heute International Cricket Council, ICC), die zuvor nur aus dem MCC und Vertretern aus Australien sowie Südafrika bestanden hatte. Nach ihrem Beitritt zum ICC durften die West Indies von nun an als vierte Mannschaft offizielle Tests spielen, die als wichtigste internationale Cricketspiele gelten. Die ersten fanden vom 23. bis 26. Juni 1928 gegen England im Londoner Lord’s statt. Die Englandtour der West Indies 1928 verlief jedoch enttäuschend, nachdem man alle drei Tests verlor und es versäumte, zumindest 250 Runs in den eigenen Innings zu erzielen. Es gelang auch nicht, Englands Spiel auf unter 350 Runs zu begrenzen und England dominierte die gesamte Testserie über.

### Frühe Tests (1930er und 1940er Jahre)

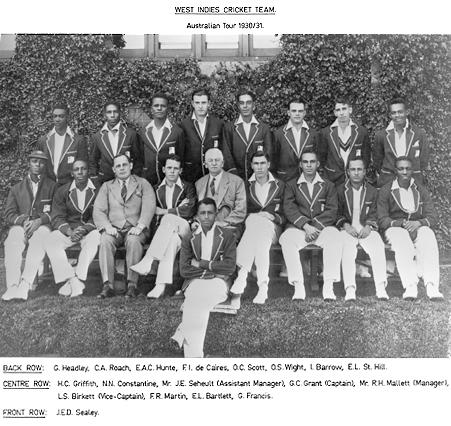
Das West Indies Cricket Team der Australientour 1930/31

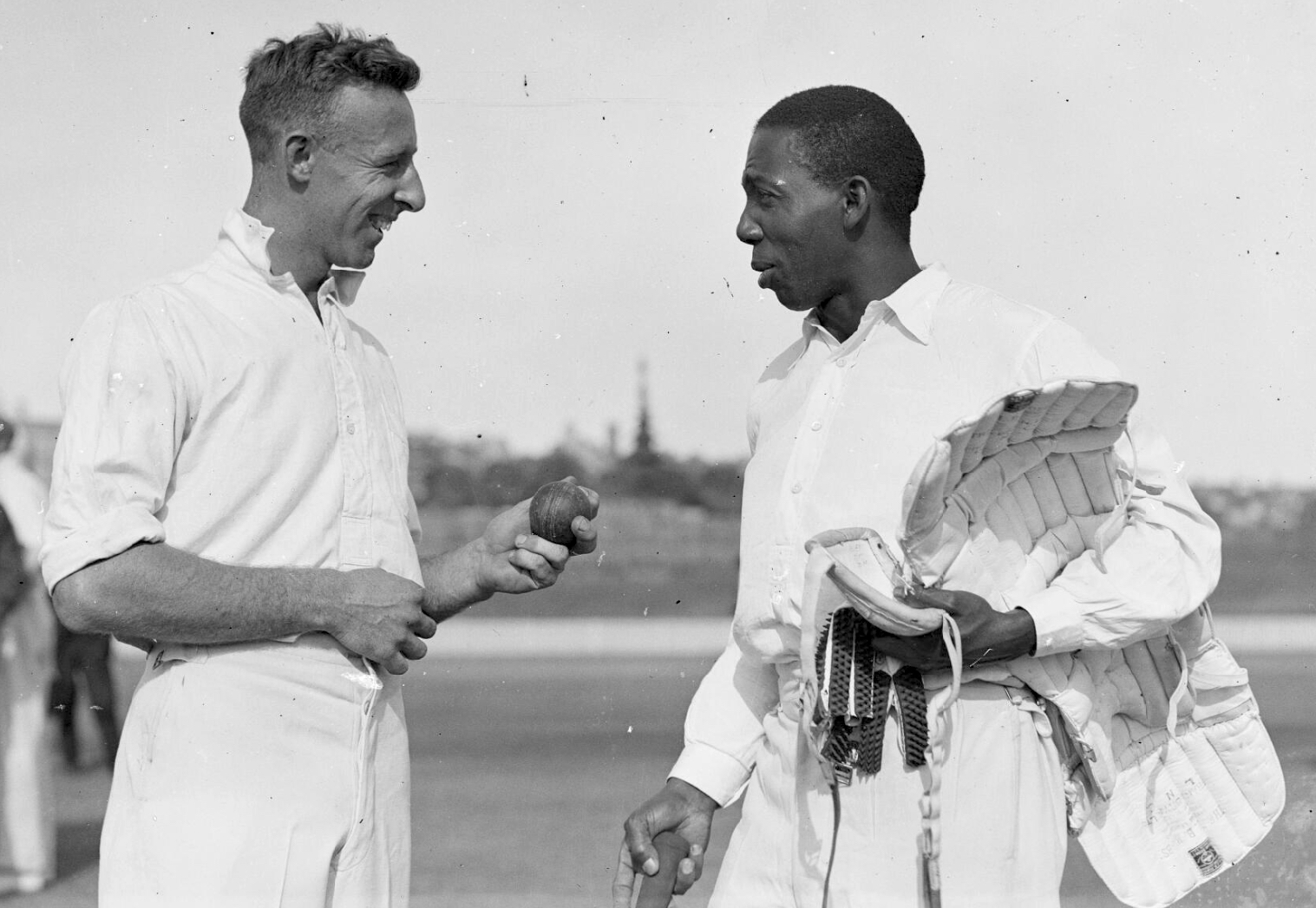
Der Australier Bill Hunt mit dem West Indies Learie Constantine während der Australientour 1930/31

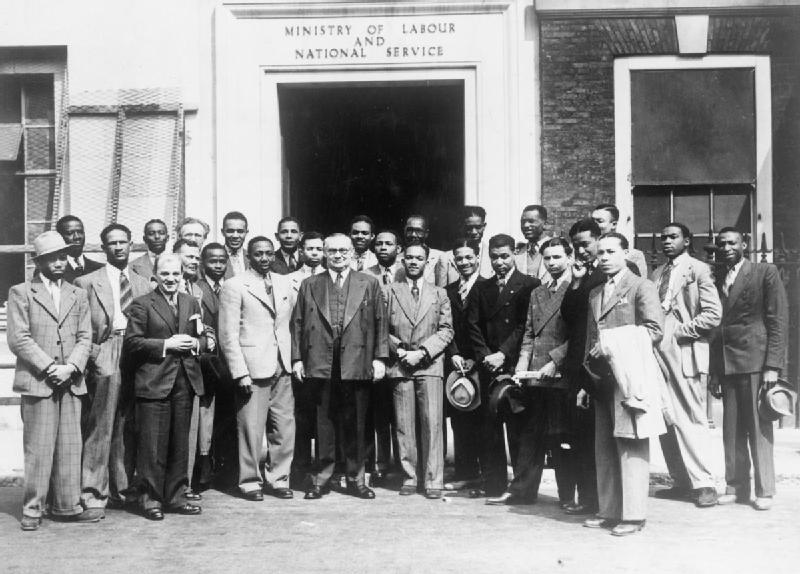
Arbeiter aus den West Indies während des Zweiten Weltkrieges im Vereinigten Königreich, darunter der Cricketspieler Learie Constantine

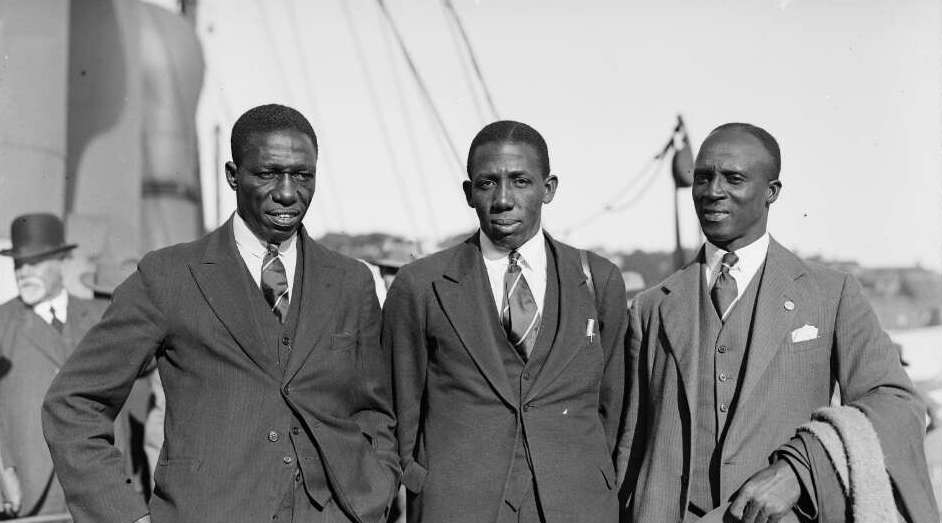
Die Cricketspieler der West Indies George Francis, Learie Constantine und Herman Griffith bei der Australientour 1930/31

Das West Indies Cricket Team spielte in den 1930er Jahren 19 Tests in fünf Testserien gegen England und eine gegen Australien. Davon bestritt sie die ersten vier gegen eine englische Mannschaft, die, angeführt von Freddie Calthorpe, 1929/30 eine Karibiktour unternahm. Gleichzeitig führte Harold Gilligan eine andere englische Mannschaft nach Neuseeland, wodurch die Engländer in der Karibik nicht in voller Stärke antreten. Die Testserie endete mit 1–1 und die West Indies erzielten am 26. Februar 1930 ihren ersten Test-Sieg. George Headley erzielte die meisten Runs (703) und Learie Constantine die meisten Wickets (18).
Die West Indies unternahmen 1930/31 ihre erste Australientour. Man verlor die Testserie jedoch deutlich mit 1–4. Im letzten der fünf Tests geschah die eine oder andere Überraschung – die West Indies begannen als Schlagmannschaft und erzielten in den ersten drei Tagen einen Vorsprung von 250 Runs mit noch fünf übrig bleibenden Wickets im zweiten Innings. Die Bowler versetzten den Australiern einen großen Schlag, nachdem Herman Griffith vier Wickets erzielte und die West Indies ihren ersten Auswärtstest mit 30 Runs gewannen. Als die Mannschaft die Heimreise antrat, hatte man das australische Publikum beeindruckt, obwohl sie zu Beginn verschiedene kulturelle Herausforderungen zu meistern hatten – so waren ihre Gastgeber davon überrascht, dass ihre römisch-katholischen Gäste sich weigerten, am Sonntag Golf zu spielen und einen etwas raueren Umgang ablehnten. Das ausschließlich von „Weißen“ angeführte West Indies Cricket Team hatte neben sieben „Weißen“ auch elf „Einheimische“ in seinen Reihen; der Verband informierte die australischen Gastgeber darüber, „dass alle im selben Hotel übernachten sollen“. Australien verfolgte damals die White Australia-Politik („Weißes Australien“), und das Australia Cricket Board musste der Regierung versichern, dass alle „nichtweißen“ Spieler Australien nach der Tour wieder verlassen würden. Nach der Ankunft des West Indies Cricket Teams in Sydney wurden die „weißen“ Spieler in einen anderen Hotel als die „schwarzen“ Spieler untergebracht. Die Mannschaft protestierte dagegen und dem Wunsch nach einer gemeinsamen Unterkunft wurde entsprochen. Die Tour verursachte hohe Kosten im von der Weltwirtschaftskrise erschütterten Australien. Die West Indies gewannen vier ihrer 14 First-Class-Spiele.
1933 unternahm das West Indies Cricket Team eine Englandtour. Der Gastgeber war gerade von seinem Seriensieg in Australien bei der umstrittenen Bodyline Series 1932/33 zurückgekehrt, bei der Englands aggressives Bowling auf dem Körper mit mehreren englischen Feldspielern auf der Leg-Side heftig kritisiert wurde. England gewann die Testserie von drei Tests gegen die West Indies mit 2–0. Der zweite Test im Old Trafford, der in einem Remis endete, war ein interessanter Nachhall auf die Bodyline Series, da Manny Martindale und Learie Constantine Bodyline – schnelle, kurze Bälle direkt auf den Körper des Batter – gegen die Engländer bowlten, das einzige Mal, dass den Engländern selbst solche Bowls widerfuhren. Diese Strategie war jedoch nicht vom erhofften Erfolg gekrönt, da Douglas Jardines Wicket, der englische Kapitän, der seine Mannschaft gegen Australien zum Bodyline riet, nicht fiel und er sein einziges Century in Tests, 127 von Englands 374 Runs, erzielen konnte.
1934/35 unternahm England eine Karibiktour. England gewann den ersten Test nach Regenschauern auf einer schwachen Pitch in Barbados mit vier Wickets, nachdem insgesamt 309 Runs erzielt worden waren. Beide Mannschaften erklärten eine Declaration, um einen Vorteil aus der schwachen Pitch ziehen zu können. Den zweiten Test gewann das West Indies Cricket Team mit 217 Runs, und nach einem Remis im dritten Test wurde die Serie im vierten Test im Sabina Park in Jamaika entschieden. Herausragende 70 Runs ohne Verlust seines Wickets durch George Headley ließen die West Indies mit 535 Runs für sieben Wickets gewinnen. Trotz eines Century von Les Ames konnte England seine Niederlage nicht vermeiden und verlor mit einem Innings und 161 Runs – die West Indies gewannen somit ihre erste Testserie überhaupt.
1939 unternahmen die West Indies eine Englandtour. England gewann den ersten Test im Lord’s deutlich mit acht Wickets, darauf folgte ein Remis nach Regen in Manchester, und ein Remis mit hohem Ergebnis im The Oval Mitte August. Höhepunkt der West Indies Tour waren George Headley Centuries in beiden Innings im Lord’s. Aufgrund der sich zuspitzenden politischen Lage im Vorfeld des Tage später ausbrechenden Zweiten Weltkrieges mussten die anschließend geplanten Tour Matches abgesagt werden und die Mannschaft trat die Heimreise an. Der erste Test nach dem Krieg gegen England am 21. Januar 1948 endete in einem Remis. Der zweite Test endete ebenfalls in einem Remis, und sowohl George Carew als auch Andy Ganteaume erzielten Centuries. Ganteaume war danach jedoch nicht mehr Teil der Mannschaft, und er beendete seine Testkarriere mit einem Batting Average von 112 Runs – die höchste in der Test-Geschichte. Das West Indies Cricket Team gewann die letzten beiden Tests und damit auch die Testserie mit 2–0.
1948/49 unternahmen die West Indies ihre erste Tour in das kurz zuvor unabhängig gewordene Indien und bestritten fünf Tests. Auf dem Weg dorthin legten die West Indies einen Zwischenstopp in Pakistan ein, und nach der Indientour folgte ein ähnlicher Besuch in Ceylon. Nach drei Remis mit hohen Ergebnissen gewannen die West Indies den vierten Test mit einem Innings, bevor im fünften Test die indische Mannschaft noch sechs Runs – mit zwei Wickets übrig – vom eigenen Sieg entfernt war, um die Testserie für sich zu entscheiden. Nachdem jedoch die Zeit verstrichen war, gewannen die West Indies die Testserie mit 1–0. Nach seinem Century in der Testserie gegen England stellte Everton Weekes einen neuen Rekord von Centuries in fünf aufeinanderfolgenden Innings auf.

### Nachkriegsjahre (1950er Jahre)

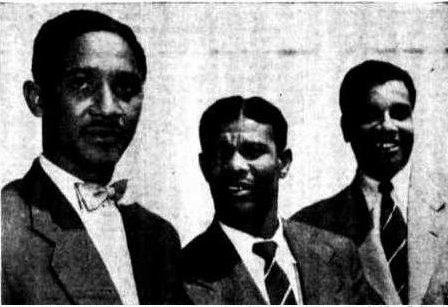
Die drei westindischen Cricketspieler Frank Worrell, Everton Weekes und Clyde Walcott während der Australientour 1951/52

Während der Englandtour 1950 debütierten die spin bowler Sonny Ramadhin und Alf Valentine für die Gäste. England gewann den ersten Test mit 202 Runs, das Bowling von Valentine und Ramadhin sollte die Testserie jedoch zugunsten der West Indies drehen. Im zweiten Test erzielte das Team 326 Runs, vor allem dank der 106 Runs von Allan Rae, bevor Valentine (vier Wickets für 48 Runs) und Ramadhin (fünf Wickets für 66 Runs) England im ersten Innings ausbowlten. 168 Runs seitens Clyde Walcotts stellten ein Ziel von 601 Runs für England auf. Ramadhins sechs Wickets für 86 Runs und Valentines drei Wickets für 79 Runs reduzierte den Gastgeber auf 274 Runs. Das spin pair erzielte zwölf Wickets, und im Innings der West Indies erzielten Frank Worrell 261 und Everton Weekes 129 Runs, wodurch die West Indies den dritten Test mit zehn Wickets gewannen. Im vierten Test erzielten Valentine und Ramadhin insgesamt 14 Wickets, Rae und Worrell erzielten Centuries, wodurch England mit einem Innings unterlag. Das West Indies Cricket Team gewann die Testserie schließlich mit 3–1.
Im ersten Test der Australientour 1951/52 unterlagen die West Indies knapp mit drei Wickets, während die beiden spin bowler ihre Leistungen fortsetzen konnten und zusammen zwölf Wickets erzielten. Der zweite Test ging mit sieben Wickets verloren, als Australien auf die West Indies’ 362 und 290 Runs in seinem Innings mit 567 antwortete (einschließlich Centuries von Lindsay Hassett und Keith Ross Miller) und 137 Runs mit zwei Wickets. Nach sechs Wickets von Worrell im dritten Test erzielte Australien nur 82 Runs, und die West Indies gewannen schließlich mit sechs Wickets, woraufhin man in der Testserie auf ein 2–1 zurückkam. Im vierten Test verloren die West Indies wieder knapp gegen Australien. Worrell, der mit einer verletzten Hand schlug, erzielte 108 von den insgesamt 272 Runs der West Indies, bevor Australien mit 216 Runs antwortete. 203 Runs der West Indies gaben den Australiern eine Vorgabe von 260 Runs. Fünf Wickets von Valentine halfen dabei, Australien auf 222 Runs für neun Wickets zu reduzieren; sie mussten 38 Runs mit einem überbleibenden Wicket erzielen. Nach herausragender Laufarbeit zwischen den Wickets der Australier Bill Johnston und Doug Ring verloren die West Indies ihre Ruhe und das Spiel. Im fünften Test brachen drei Partnerschaften der West Indies in sich zusammen, nachdem Australien (116 und 377) die West Indies (78 und 213) mit 202 Runs besiegte und die Testserie mit 4–1 gewann. Anschließend besuchten die West Indies Neuseeland. Im ersten Test zwischen beiden Mannschaften erzielten die Gäste einen Sieg mit fünf Wickets. Im zweiten und letztem Test erzielten Allan Rae 99, Jeff Stollmeyer 152, Frank Worrell 100 und Clyde Walcott 115 Runs, wodurch die West Indies ein Ergebnis von 546 Runs nach Declaration erzielten. Man hatte jedoch nicht mehr genug Zeit um die Neuseeländer zweimal auszubowlen und die Gastgeber erzielten 160 Runs, gefolgt von 17 für 1 vor Stumps, wodurch die West Indies die Testserie gewannen.
1952/53 war Indien erstmals zu Gast in der Karibik. Die West Indies gewannen den zweiten der fünf Tests, während alle anderen Tests in Remis endeten. Höhepunkt der Testserie waren Frank Worrells 237 Runs im fünften Test, und alle drei Batter der West Indies erzielten Centuries, was den West Indies den Seriensieg mit 1–0 einbrachte. Len Hutton führte eine Mannschaft des MCC (England) 1953/54 in die Karibik. Sonny Ramadhin brillierte wieder für die West Indies und erzielte 23 Wickets (kein anderer Spieler der West Indies konnte mehr als acht Wickets erzielen); Walcotts 698 Runs waren 200 mehr als der nächstbeste Batter der West Indies, Everton Weekes. Die fünfteilige Testserie endete 2–2 unentschieden.
1955 besuchte Australien die West Indies und gewann die Testserie. Nachdem die Australier 515 Runs im ersten Innings des ersten Tests erzielten, verloren die West Indies neun Wickets. Danach erzielten die West Indies nur 382 Runs gegenüber den 600 für 9 nach Declaration der Gäste und der zweite Test endete im Remis. Im dritten Test mit einem niedrigen Ergebnis bezwang Australien (257 und 133 für 2) den Gastgeber (182 und 207) mit acht Wickets. Nachdem Australien 668 Runs im vierten Test erzielt hatte, war die Testserie für die West Indies verloren, obwohl der Kapitän Denis Atkinson ein Double-Century erzielte und die Middle order Batter einen neuen Weltrekord von 510 Runs für das 7. Wicket aufstellten und der vierte Test danach im Remis endete. Im fünften Test begannen die West Indies als Schlagmannschaft. Walcott trug 155 zum Gesamtergebnis von 357 Runs der West Indies bei. Die Australier waren danach für insgesamt 245.4 Over am Schlag während des sechstägigen Tests und erzielten 758 für 8, nachdem fünf Spieler Centuries erzielten. Das Ergebnis der West Indies waren 319 Runs im zweiten Innings und sie verloren den Test mit einem Innings und 82 Runs, und die Testserie mit 0–3. Walcott stellte neue Rekorde auf, nachdem er fünf Centuries erzielte, und zwei Centuries in beiden Test-Innings. Im Februar 1956 folgte eine Neuseelandtour für vier Tests. Nach zwei Siegen mit jeweils einem Innings und anschließend mit neun Wickets wurden die West Indies im vierten Test von Neuseeland überrascht, nachdem der Gastgeber die West Indies mit 145 und 77 besiegte und damit seinen ersten Sieg im 45. Test erzielte.
John Goddard kehrte 1957 als Kapitän für die West Indies in ihrer Testserie von fünf Test gegen England zurück, die jedoch mit 0–3 verloren ging, und England war die bessere Mannschaft in beiden Remis. Gerry Alexander führte die West Indies 1957/58 beim Besuch Pakistans an und man gewann mit 3–1. In dieser Testserie konnte Garry Sobers in Jamaika 365 Runs erzielen, das damals höchste Ergebnis im Test-Cricket. Alexander führte die West Indies auch zu einem Sieg von 3–0 in fünf Tests in Indien, aber auch einer Niederlage von 1–2 in Pakistan in einer Serie von drei Tests im darauf folgenden Winter. 1959/60 verloren die West Indies mit ihm als Kapitän eine Heimserie von fünf Tests gegen England mit 0–1.

### Zeit gemischter Resultate (1960er Jahre)

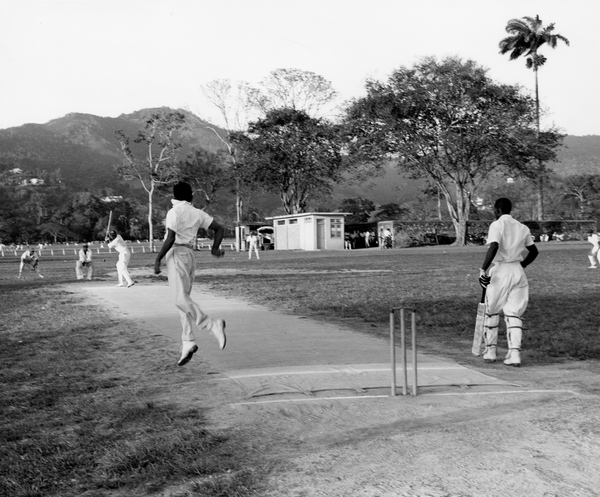
Ein Cricketspiel im Trinidad der 1960er Jahre

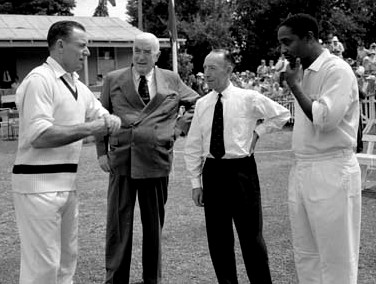
Von links nach rechts: der australische Kapitän Ray Lindwall, der australische Premierminister Robert Menzies, Lindsay Hassett und er Kapitän der West Indies Frank Worrell bei der Australientour der West Indies 1961

Entgegen der Tatsache, dass die Westindischen Inseln ein Gebiet sind, in dem „Weiße“ in der Minderheit sind, wurde das Team bis 1960 ausschließlich von „weißen“ Kapitänen angeführt, was jedoch mehr eine soziale als eine ethnische Diskriminierung war. Die gesamten 1950er Jahre über plädierten der sozialistische Theoretiker C. L. R. James, der zunehmende politische werdende frühere Cricketspieler Learie Constantine und andere für einen „schwarzen“ Kapitän. Constantine selbst war bei der Englandtour 1937/38 für Jackie Grant eingesprungen, und George Headley führte die West Indies im ersten Test gegen England 1947/48 an, nachdem sich der eigentliche Kapitän John Goddard verletzt hatte. Jedoch wurde kein „schwarzer“ Spieler für eine komplette Tour zum Kapitän ernannt, bis Frank Worrell die West Indies auf ihrer Australientour 1960/61 anführte. In seinen drei Jahren als Kapitän formte Worrell aus einer Anzahl talentierter, jedoch unkoordinierter Cricketspieler die wahrscheinlich beste Cricket-Mannschaft jener Zeit.
Bis 1960 galt Australien als die beste Mannschaft der Welt, war jedoch vom Abwärtstrend gezeichnet, während die West Indies auf dem Weg nach oben waren. Als beide Mannschaften 1960 gegeneinander spielten, war man fast auf dem gleichen Niveau. Folglich ging diese Testserie als eine der besten in die Cricket-Geschichte ein. Der erste Test im Brisbane Cricket Ground war der erste überhaupt, der in einem Unentschieden endete, was im Cricket bedeutet, dass die als Feldmannschaft beginnende ihre Innings mit demselben Ergebnis wie ihr Gegner beendete. Daraufhin gewann Australien den zweiten Test, während die West Indies den dritten Test gewannen. Im vierten Test battete Australiens letztes Pair, Ken Mackay und Lindsay Kline, für die verbleibenden 100 Minuten und rangen den West Indies ein Remis ab, während Australien den letzten Test mit zwei Wickets gewann und damit auch die Testserie mit 2–1 für sich entschied. Dem Test im Melbourne Cricket Ground wohnte eine Rekordmenge von 90.800 Zuschauern bei. Worrells Mannschaft beeindruckte die Australier dermaßen, dass nach der Testserie eine neue Trophäe zwischen den beiden Mannschaften eingeführt wurde, die nach dem Kapitän der West Indies benannt ist: die Frank Worrell Trophy.
Im folgenden Jahr gelang den West Indies ein Heimerfolg von 5–0 gegen Indien, und 1963 gewann man in England mit 3–1. Der Test im Lord’s blieb wegen seiner berühmten Schlussphase in Erinnerung. In den beiden verbleibenden Würfen benötigte England sechs Runs für einen Sieg und die West Indies ein Wicket. Der englische Batter war Colin Cowdrey, dessen linker Arm aufgrund einer Verletzung vor dem Test bandagiert war. David Allen spielte die beiden verbleibenden Bälle fair und ließ den Test auf die Weise in einem Remis enden. Worrell trat nach der Testserie als Kapitän zurück und das West Indies Cricket Board ernannte Garry Sobers zu seinem Nachfolger.
Worrell war Mannschaftsmanager beim Besuch der Australier in der Karibik 1964/65. Die Spiele waren umkämpft, mit Anschuldigungen rund um Charlie Griffiths Aktionen (er wurde des Ballschmeißens beschuldigt, was laut den Cricketregeln verboten ist) und Bouncer-Gefechten. Die West Indies gewannen die Testserie mit 2–1 und galten danach als inoffizielle Weltmeister. Sobers war mit der Mannschaftsleitung nicht so erfolgreich wie Worrell und innerhalb kurzer Zeit taten sich Risse in der Mannschaft auf. Oft machte seine individuelle Brillanz den Unterschied zwischen Sieg und Niederlage aus. Die gesamten 1960er Jahre über führten Wes Hall, Griffith, Lance Gibbs und Sobers selbst das westindische Bowling an. Die Fähigkeiten von Hall und Griffith ließen langsam nach und beide traten am Ende des Jahrzehnts zurück, die West Indies fanden bis Mitte der 1970er Jahre jedoch keinen gleichwertigen Ersatz.
Sobers war während der Englandtour 1966 in Hochform und er erzielte in den fünf Tests 722 Runs sowie 20 Wickets. Er erzielte drei Mal mehr als 150 Runs, und seine 163* im Lord’s verwandelten eine sichere Niederlage fast in einen Sieg. Die West Indies gewannen die Testserie mit 3–1. 1967/68 erfolgte der Gegenbesuch Englands, der für Englands absichtliches langsames Spiel bekannt wurde. Die West Indies waren im ersten Test gezwungen, sich dem anzupassen, konnten sich den Sieg jedoch ohne Probleme sichern. Der zweite Test wurde auf einer unvorbereiteten Pitch im Sabina Park bestritten. England gewann den wichtigen Münzwurf und erzielte 376 Runs. Der Bounce der Pitch wurde sehr unregelmäßig, woraufhin die West Indies nach 143 Runs aufgaben. Am vierten Tag im zweiten Innings führte eine umstrittene Entscheidung zu Unruhen im Publikum, und das Spiel musste zeitweise unterbrochen werden. Mit einer kuriosen Entscheidung stimmte das West Indies Cricket Board zu, 75 Minuten zum Spiel am sechsten Tag hinzuzufügen, um die verlorene Zeit zu kompensieren. Sobers erzielte in einem herausragenden Innings 113 Runs ohne den Verlust seines Wickets, woraufhin die West Indies England 159 Runs in 155 Minuten vorgaben. England war kurz davor, das Spiel für sich zu entscheiden, verlor jedoch acht Wickets für 68 Runs. Im vierten Test in Port of Spain erzielten die West Indies im ersten Innings einen Vorsprung von 122 Runs, im zweiten Innings mit einem Ergebnis von 92 für 2, wollte Sobers, frustriert vom langsamen Bowling der Engländer, seine eigenen wenigen Chancen verbessern, und überraschte mit einer Declaration, eine Entscheidung, die heftig kritisiert wurde. England erhielt eine Vorgabe von 215 Runs in 165 Minuten, dass sie mit noch drei verbleibenden Minuten erreichten. Die West Indies unternahmen einen letzten Versuch um den letzten Test zu gewinnen, England besiegelte den Test jedoch mit einem übrig gebliebenen Wicket im zweiten Innings. Die West Indies verloren die Testserie mit 0–1, ihre erste Niederlage seit 1960/61.
Australien und Bill Lawry konnten sich 1968/69 revanchieren, nachdem man die West Indies daheim mit 3–1 bezwang. Neuseeland erzielte in der darauf folgenden Testserie ein Unentschieden, und 1969 rang England den West Indies daheim ein 2–0 ab.

### Dominanz (1970er Jahre)

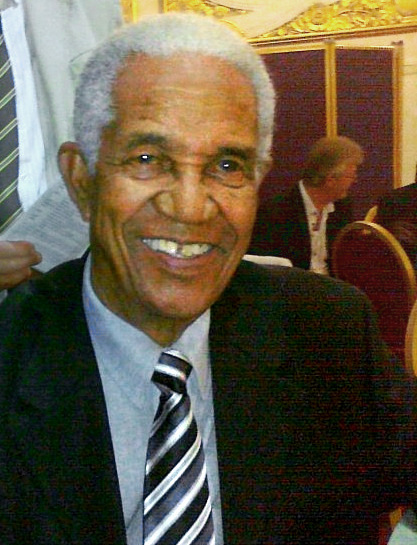
Garfield Sobers war zwischen 1964/65 und 1971/72 Test-Kapitän der West Indies

Die Schwierigkeiten der West Indies setzten sich in den 1970er Jahren fort. 1970/71 unterlag man erstmals daheim den Indern. In der darauf folgenden Saison endete eine Testserie von fünf Test gegen Neuseeland ohne Sieger, nachdem beide Mannschaften kein Spiel für sich entscheiden konnten. Der wichtigste Debütant in der Serie gegen Neuseeland war Lawrence Rowe, der direkt mit einem Double-Century und einem Century begann. Mit Rohan Kanhai als Kapitän zeigten die West Indies erste Anzeichen einer Erneuerung. Australien gewann in der engen Testserie 1972/73 zwei Tests von fünf. Nach Sobers Rückkehr – und weiterhin mit Kanhai als ihren Kapitän – besiegten die West Indies England 1973 auswärts mit 2–0. Dies schloss einen Sieg mit einem Innings und 226 Runs im Lord’s mit ein, der höchste Sieg der West Indies in England und eine der höchsten englischen Niederlagen in Tests. Der englische Gegenbesuch in der Karibik endete mit 1–1 unentschieden, dennoch galt der Gastgeber als die bessere Mannschaft. Rowe steigerte seine Anzahl Runs mit drei Centuries, einschließlich 302 in Kingston. Der letzte Test der Serie von 1973/74 läutete das Ende einer Ära im westindischen Cricket ein – dies war der letzte Test für Garry Sobers und Rohan Kanhai, während der spin bowler Andy Roberts debütierte.
Der neue Kapitän Clive Lloyd spielte erstmals 1966 Test-Cricket für die West Indies und war seitdem fester Bestandteil der Mannschaft. Als Brillenträger und mit einem Buckel nahe der Schultern verdeckten seine Fähigkeiten als guten Feldspieler, vor allem im Cover, und durchschlagenden Batter. Lloyds erste Aufgabe war die Indientour 1974/75. Die West Indies konnten die ersten beiden Tests deutlich gewinnen. Gordon Greenidge begann seine Laufbahn mit 107 und 93 Runs im ersten Test. Viv Richards hatte noch Schwierigkeiten in seinem Debüt, erzielte jedoch 192 Runs in seinem zweiten Test. Indien erholte sich davon und gewann die beiden darauf folgenden Tests, Lloyd erzielte jedoch 242* im letzten Test und besiegelte die Testserie für die West Indies.
Bei der ersten Weltmeisterschaft 1975 in England dominierten die West Indies zunächst ihre Gruppe, nachdem man Sri Lanka, Pakistan und Australien bezwang. Im Halbfinale besiegte man Neuseeland und traf im Finale in Lord’s schließlich wieder auf Australien, das man mit 17 Runs besiegte. Direkt nach dem Fallen des letzten australischen Wickets stürmten begeisterte Fans das Feld und feierten ihre Mannschaft. Nach dem Sieg feierten tausende Fans aus der Karibik den Titelgewinn mit Trommeln und Pfeifen und verwandelten die Umgebung um das Stadion in eine Art Karneval. 1975/76 unternahm man eine Australientour, verlor die Testserie von sechs Tests jedoch mit 1–5, bezwang danach aber Indien daheim in vier Tests mit 2–1. In Australien debütierte der spin bowler Michael Holding. Sowohl Colin Croft als auch Joel Garner sollten im darauf folgenden Jahr debütieren, und Malcolm Marshall zwei Jahre später. In den folgenden vier Jahren stellten die West Indies eine Bowling-Aufstellung von hoher Qualität zusammen. Auf der Indientour debütierte Viv Richards, der als einer der besten westindischen Batter gilt, und Gordon Greenidge, der Teil der herausragenden Schlagmannschaft wurde, die bereits Alvin Kallicharran und den Opening-Batter Roy Fredericks, aber auch Rowe und Lloyd in ihren Reihen hatte. Diese Spieler bildeten den Kern einer Mannschaft, die zu Beginn der 1990er Jahre als Weltmeister im Test-Cricket galten.
1976 unternahmen die West Indies eine Englandtour. Während eines Fernsehinterviews vor der Testserie wies der englische Kapitän Tony Greig darauf hin, dass die West Indies unter Druck schlecht spielen würden und sein Ziel es sei, to make them grovel („sie auf dem Boden kriechen zu lassen“), was mit einem rassistischen Unterton assoziiert wurde. Diese Äußerung, zumal sie von einem südafrikanischgeborenen Spieler stammte, traf einen Nerv der westindischen Spieler. Die gesamte Testserie hindurch waren die englischen Batter feindseligem Bowling ausgesetzt. Nachdem die ersten beiden Tests in Remis endeten, gewannen die West Indies die folgenden drei Tests. Von den vielen guten westindischen Spielern ragte Richards mit 829 Runs in vier Tests heraus. Er erzielte 232 in Trent Bridge und 291 im The Oval. Greenidge erzielte drei Centuries, davon zwei auf der schwierigen Pitch von Old Trafford. Roberts und Holding erzielten zusammen 55 Wickets, Holdings 8 für 92 und 6 für 57 im The Oval waren herausragend.
Die West Indies gewannen 1976/77 eine Heimserie gegen starke Pakistanis. Wenige Monate später wurde die World Cricket Series (WCS) ausgespielt. Die meisten der Westindischen Spieler unterzeichneten Verträge mit dem australischen Medienunternehmer Kerry Packer, der dabei war sein eigenes Cricket-Turnier zu gründen. Die australische Mannschaft, die im darauf folgenden Jahr in die Karibik tourte, war ohne Spieler, die Verträge mit Packer unterzeichnet hatten. Das West Cricket Board setzte eine Mannschaft in voller Stärke ein und begründete dies damit, dass kein westindischer Spieler seine Teilnahme verweigert habe. Jedoch entstanden Meinungsverschiedenheiten rund um die Bezahlung und die Nominierung einzelner Spieler. Vor dem dritten Test trat Lloyd von Posten des Kapitäns zurück. Innerhalb von zwei Tagen zogen sich auch alle anderen Spieler mit WCS-Verträgen zurück. Alvin Kallicharran fungierte in den verbleibenden Tests als Kapitän und die West Indies gewannen die Testserie mit 3–1.
Das West Indies Cricket Board gestattete den WCS-Spielern ihre Teilnahme an der zweiten Weltmeisterschaft 1979, bei der man die Gruppe nach Siegen über Indien, Sri Lanka und Neuseeland wieder dominierte. Im Halbfinale ließ man Pakistan hinter sich und traf im Finale auf den Gastgeber England, das man mit 92 Runs bezwang und so den Titel ohne größere Probleme verteidigte. Damit wurde man auch die erste Mannschaft, die zwei Weltmeisterschaften gewinnen konnte. Zum Ende des Jahres wurde der Konflikt rund um die World Cricket Series gelöst. Kallicharran verlor seinen Posten als Kapitän, nachdem die West Indies 1978/79 eine Testserie von sechs Tests in Indien mit 0–1 verloren und Lloyd wurde wieder Kapitän für die 1979/80-Tour gegen ein Australien in voller Stärke (die die West Indies mit 2–0 gewannen, mit einem Remis) und Neuseeland. Die letztgenannte Tour war voller Kontroversen. Neuseeland gewann den ersten Test in Carisbrook mit einem Wicket, die West Indies waren jedoch nicht mit den Entscheidungen der Umpires zufrieden. Die Unzufriedenheit der West Indies kochte beim zweiten Test im Lancaster Park über. Während er zum Ball rannte, rempelte Colin Croft den Umpire Fred Goodall absichtlich. Während Goodall mit Lloyd über Crofts Verhalten sprechen wollte, musste er den gesamten Weg laufen, da der westindische Kapitän sich nicht einen Zentimeter von seiner Position am Wicket bewegte. Nach der Teepause am dritten Tag weigerten sich die West Indies solange das Spielfeld zu betreten, bis Goodall nicht mehr Umpire war. Sie wurden jedoch vom weiterspielen überzeugt und es kostete beiden Verbänden intensive Verhandlungen, um die Tour am Laufen zu halten. Neuseeland gewann die Testserie, nachdem der zweite und dritte Test in Remis endeten. Dennoch war dies die letzte Niederlage der West Indies für die folgenden 15 Jahre.

### Testdominanz, Rebelltouren und Niederlagen (1980er Jahre)

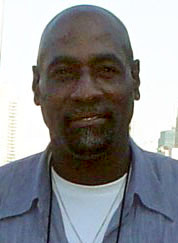
Viv Richards, mit einem Batting Average von 50.23 in 121 Tests, war zwischen 1985 und 1986 Kapitän der West Indies, in einer Zeit, als die West Indies als die beste Mannschaft im Test-Cricket galten

Die 1980er Jahre begannen mit einem 1–0-Sieg über England in fünf Tests, 1–0 in Pakistan nach vier Tests, 2–0 daheim gegen England in vier Tests und ein 1–1 unentschieden gegen Australien. 1982/83 besuchte eine westindische Rebellmannschaft Südafrika während der Apartheid. Die Lawrence Rowe angeführte Mannschaft bestand aus bekannten Spielern wie Alvin Kallicharran, Colin Croft, Collis King und Sylvester Clarke. Das West Indies Cricket Board suspendierte diese Spieler lebenslang (was später widerrufen wurde) und einigen wurde die Rückkehr verwehrt. Die Rebellen unternahmen im folgenden Jahr jedoch eine weitere Tour und die Mannschaft bestand aus den meisten Spielern der ersten Rebelltour. Trotz dieses Verlusts an talentierten Spielern konnte die offizielle Mannschaft der West Indies ihre Dominanz fortsetzen. In diesem Zeitraum konnten die West Indies sich als eine der besten Mannschaften im internationalen Test-Cricket etablieren und erlebte während der Englandtour 1984 wahrscheinlich ihren Höhepunkt, als man mit 5–0 gewann; dies war das einzige Mal in der Cricket-Geschichte, dass eine Gastmannschaft eine Testserie von fünf Spielen mit 5–0 gewinnen konnte. Beim Gegenbesuch Englands 1985/86 in der Karibik gewannen die West Indies wieder mit 5–0. Gleichzeitig stellten die West Indies einen neuen Rekord für elf aufeinanderfolgende Siege in Tests auf; dies war Teil eines weiteren Rekordes von 27 Tests ohne Niederlage. Zwischen 1980 und 1985–86 konnte man zehn der elf Testserien gewinnen, die Testserie 1981/82 gegen Australien endete 1–1-Unentschieden; bis Mitte der 1990er Jahre sollte sich dieser Rekord gar auf 29 Serien ohne eine zu verlieren erstrecken. Die einzige nennenswerte Niederlage der West Indies war ein ODI, nachdem man zur allgemeinen Überraschung das Finale der Weltmeisterschaft 1983 in England gegen den damaligen Außenseiter Indien verlor. Einziger Trostpreis war, dass man die erste Mannschaft wurde, die drei aufeinanderfolgende Finals erreichte.
Kapitän Clive Lloyd zog sich nach der Testserie 1984/85 gegen Australien vom Test-Cricket zurück. Lloyd führte die West Indies in insgesamt 74 Tests an, von denen sie 36 gewannen. Viv Richards trat Lloyds Nachfolge an und setzte die Erfolgsserie fort. Zeitgleich zog sich die alte Garde ebenfalls zurück. Joel Garner und Michael Holding gaben gegen 1987 ihre Rückzüge bekannt. Ein wichtiger Debütant in der Zeit war Curtly Ambrose, der so groß wie Garner und ebenso geschickt mit dem Ball war. Courtney Walsh, der 1984 debütierte, bowlte auf ähnliche Weise wie Holding. Ian Bishops Bowling erinnerte ebenso an Holding, bis eine Verletzung seine Laufbahn unterbrach. Patrick Patterson war schneller als seine Mannschaftskameraden, seine Karriere war jedoch nur von kurzer Dauer. Marshall galt noch immer als der beste spin bowler der Welt. Das Batting zeigte jedoch erste Schwächen, trotz der Anwesenheit von Richards, Greenidge und Desmond Haynes. Bei der Weltmeisterschaft 1987 in Indien und Pakistan schieden die West Indies bereits in der Vorrunde aus. Zum Ende der 1980er Jahre, als sie noch als die beste Mannschaft der Welt galten, verlor man die Aura der Unbesiegbarkeit, die sie noch in der Mitte der Dekade besaß. Das Aufspüren neuer Talente als Ersatz für die alternde Mannschaft erwies sich wieder als Problem.

### Abwärtstrend (1990er und 2000er Jahre)

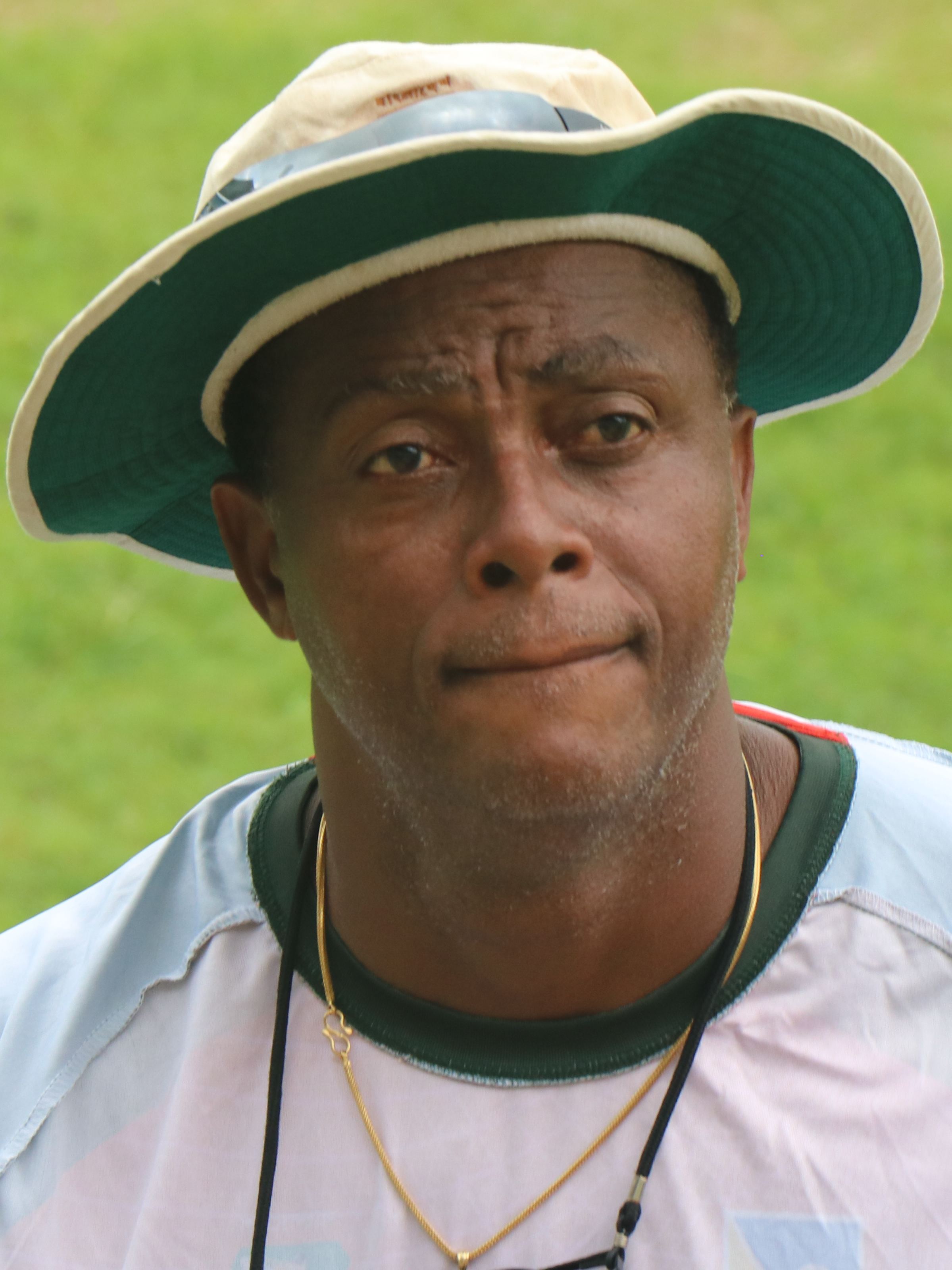
Courtney Walsh, Kapitän der West Indies 1993/94 und 1997/98

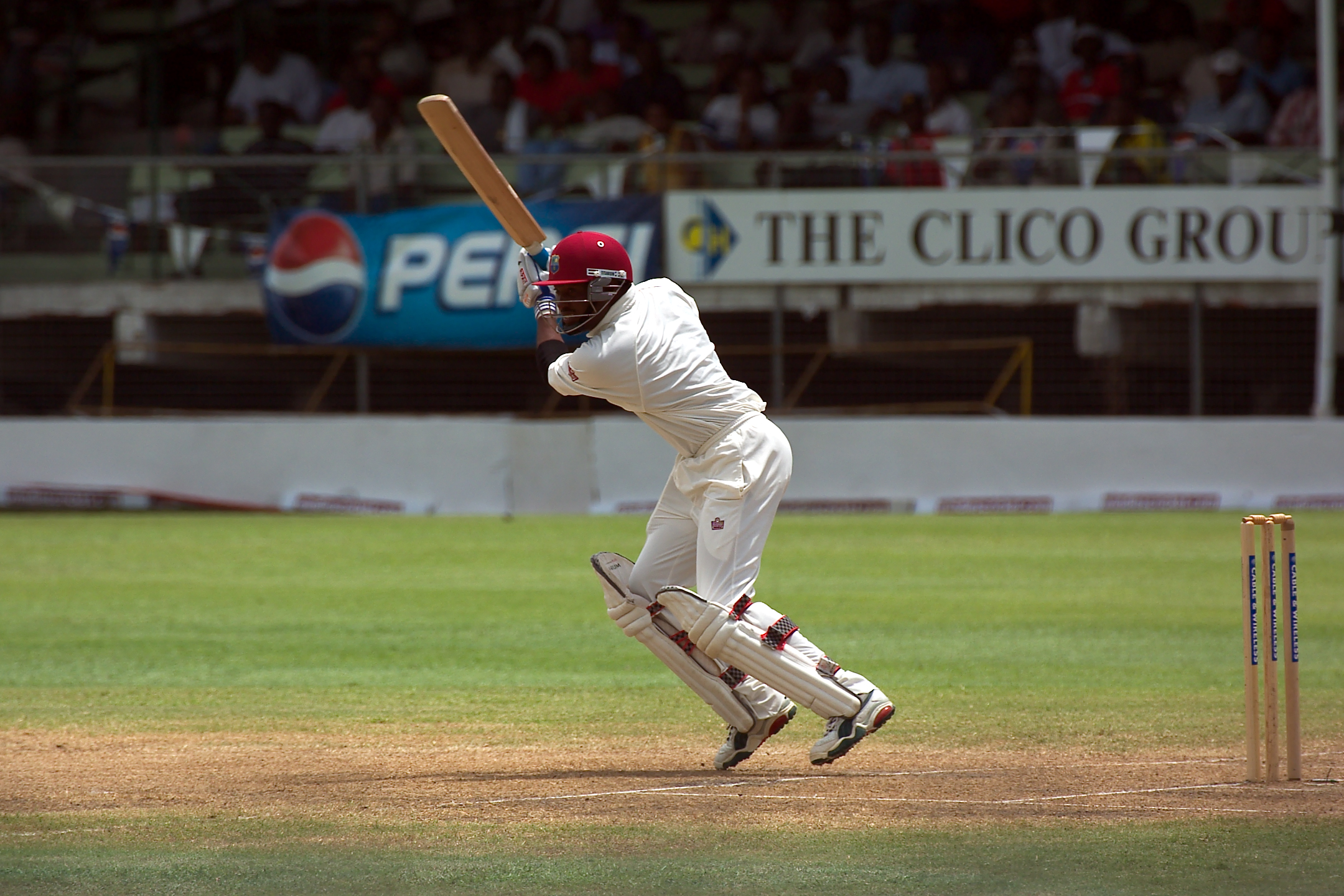
Brian Lara hält den Weltrekord für das Höchste Ergebnis in Test-Innings (400 Runs gegen England 2003/04)

In den 1990er Jahren wurde das West Indies Cricket Team schwer getroffen, als mehrere Schlüsselspieler wie Richards, Greenidge, Dujon und Marshall nach der Englandtour 1991 zurücktraten und somit eine dominierende Ära zu Ende ging. Nach Richards Rückzug waren Richie Richardson (der neuer Kapitän wurde), Desmond Haynes (der nur kurz Kapitän war), Gus Logie (der zur Mannschaft zurückkehrte), Courtney Walsh (der zum Anführer der westindischen pace Angriff wurde) und Roger Harper (der weniger Eindruck hinterließ) die einzigen erfahrenen Spieler. Dies schwächte ihre Leistungen jedoch nicht unmittelbar. Richie Richardson war ein guter Ersatz für Richards. Eine neue Generation junger Spieler wie Brian Lara, Curtly Ambrose, Ian Bishop, Jimmy Adams, Carl Hooper, Phil Simmons, Keith Arthurton und Winston Benjamin stieß zur Mannschaft. Es sollte noch fünf Jahre dauern, bis die West Indies eine Testserie verloren, in der Zwischenzeit konnten sie jedoch einige Niederlagen nur knapp vermeiden. Die zum internationalen Cricket wieder zugelassenen Südafrikaner spielten ihren ersten Test in Bridgetown, dem wegen eines Boycotts weniger als 10.000 Zuschauer beiwohnten. Südafrika hatte eine Vorgabe von 201 Runs am letzten Tag, erzielte jedoch nur 123 Runs für den Verlust von zwei Wickets, bevor Ambrose und Walsh die verbleibenden acht Wickets für 25 Runs nahmen. 1992/93 schlugen die West Indies Australien mit einem Run in Adelaide, und vermieden so eine Niederlage in der Testserie. 1994/95 spielten die West Indies in Indien Unentschieden, nachdem man im ersten Test verlor, erzielte man im zweiten ein Remis und gewann den dritten Test. Bei der Weltmeisterschaft 1992 in Australien und Neuseeland scheiterten die West Indies an der Qualifikation für das Halbfinale.
1994/95 besiegte Australien die West Indies schließlich mit 2–1 und wurde so zum inoffiziellen Weltmeister im Test-Cricket. Bei der Weltmeisterschaft 1996 in Indien, Pakistan und Sri Lanka verloren die West Indies im Halbfinale, woraufhin Richie Richardson seine Karriere beendete. Walsh trat seine Nachfolger als Kapitän an, 1998 folgte Lara. 1998/99 unternahmen die West Indies ihre erste offizielle Südafrikatour. Sie erweise sich für die West Indies als Desaster, nachdem sie mit einem Spielerstreik aufgrund mangelnder Vergütung begonnen hatte und einer 0–5-Niederlage endete. Bei der Weltmeisterschaft 1999 schieden die West Indies bereits in der Gruppenphase aus. 2000 gewann England die erste Testserie gegen die West Indies in 31 Jahren. Die West Indies beendeten das Jahrzehnt mit einer weiteren 0–5-Niederlage, diesmal in Australien.
Den größten Teil der 1990er Jahre über wurde die Schlagmannschaft der West Indies von Brian Lara angeführt, der 1991 nach Viv Richards Rückzug zum Stammspieler aufstieg. 1993/94 erzielte er 375 Runs gegen England in Antigua und übertraf Sobers’ Rekord für das höchste individuelle Ergebnis im Test-Cricket. Er setzte seine guten Leistungen für Warwickshire in der englischen County Championship 1994 fort und erzielte sieben First-Class-Centuries in acht Innings (einschließlich der 375 im Test gegen England). Der letzte Century waren 501 Runs ohne Verlust des Wickets gegen Durham, was Hanif Mohammads 35 Jahre alten Rekord des höchsten individuellen Ergebnisses im First-Class-Cricket übertraf. Curtly Ambrose und Courtney Walsh führten das westindische Bowling an, wobei letzterer einen damaligen Rekord mit 529 Wickets aufstellte. Beide zogen sich 2001 zurück und ihre Nachfolger versäumten es, das hohe Niveau fortzuführen. Trotz des Debüts guter Batter wie Shivnarine Chanderpaul und Ramnaresh Sarwan blieb Brian Lara Dreh- und Angelpunkt der westindischen Mannschaft.
Nach einer 0–2-Niederlage in Neuseeland 1999/2000 wurde Lara von Jimmy Adams als Kapitän ersetzt, der unmittelbar Testsiege gegen Simbabwe und gegen Pakistan erzielen konnte. Nach einer 1–3-Niederlage in England (woraufhin man die Wisden Trophy erstmals in 27 Jahren abgeben musste) und einem 0–5 in Australien wurde er vor dem Besuch der Südafrikaner 2000/01 durch Carl Hooper ersetzt. Nachdem Lara 2002/03 wieder Kapitän geworden war, verlor man Testserien gegen Südafrika, Sri Lanka, Pakistan, Neuseeland und Indien. Den einzig nennenswerten Seriensieg erzielte man gegen Indien (obwohl man auch Simbabwe und Bangladesch bezwang), woraufhin die West Indies auf den achten Platz der Test-Weltrangliste abrutschten, hinter all den anderen etablierten Testnationen.
Nachdem die West Indies während Laras zweiten Kapitänszeit die Testserie gegen den damaligen Weltmeister Australien verloren, konnte er seine Mannschaften zu Siegen gegen Sri Lanka und in Simbabwe führen, bevor wieder ein schwacher Lauf mit Niederlagen in Testserien von jeweils vier Tests mit 0–3 in Südafrika und gegen England folgten. Im Remis des vierten Tests gegen England erzielte Lara den Weltrekord für das höchste individuelle Ergebnis mit 400 Runs ohne Verlust seines Wickets, wieder in Antigua, und übertraf Matthew Haydens 380 gegen Simbabwe aus dem Vorjahr. Danach verloren die West Indies mit 0–4 in England. Bei der Weltmeisterschaft 2003 in Südafrika führte Lara die West Indies zum Sieg über den Gastgeber und erzielte selbst 116 Runs gegen die Proteas, die beiden darauf folgenden Siege gegen Kanada und Kenia reichten jedoch nicht aus, um sich für die zweite Runde zu qualifizieren. Laras letztes Turnier als Kapitän war die ICC Champions Trophy 2004, ein zweites ODI-Turnier nach der Weltmeisterschaft, im Londoner The Oval, das die West Indies gewannen – der Sieg war eine willkommene Abwechslung für die Karibikstaaten, die kurz zuvor vom Hurrikan Ivan verwüstet worden waren.

### Meinungsverschiedenheiten zwischen Spielern und Verband (2000er und 2010er Jahre)

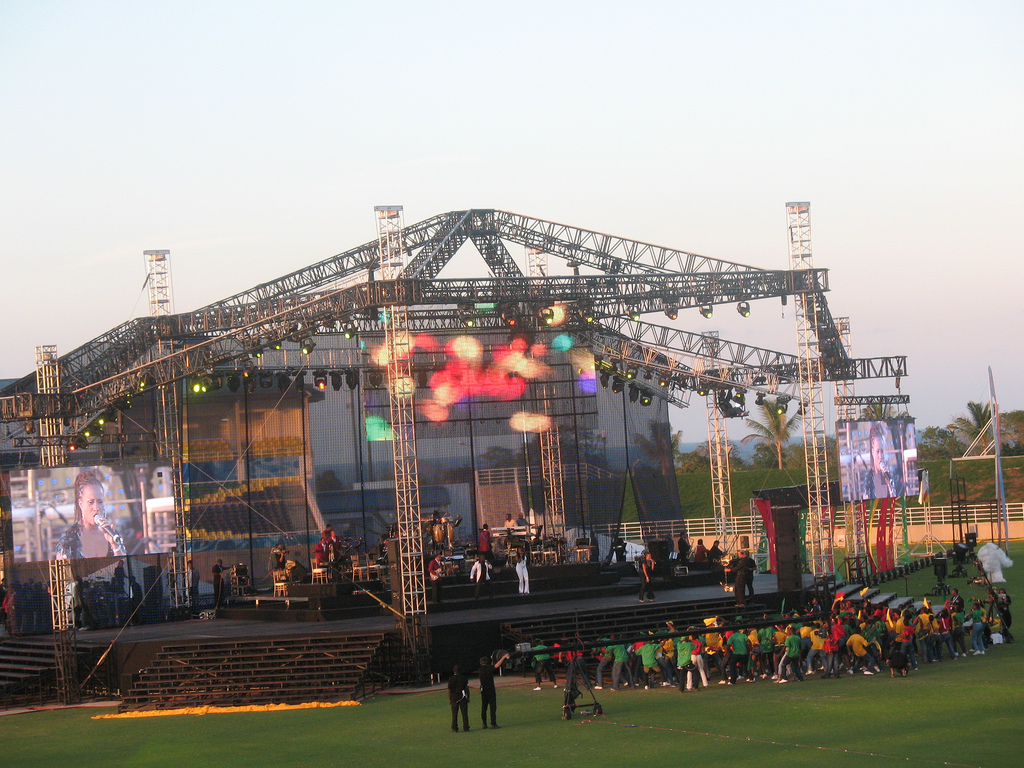
Eröffnungszeremonie der Weltmeisterschaft 2007

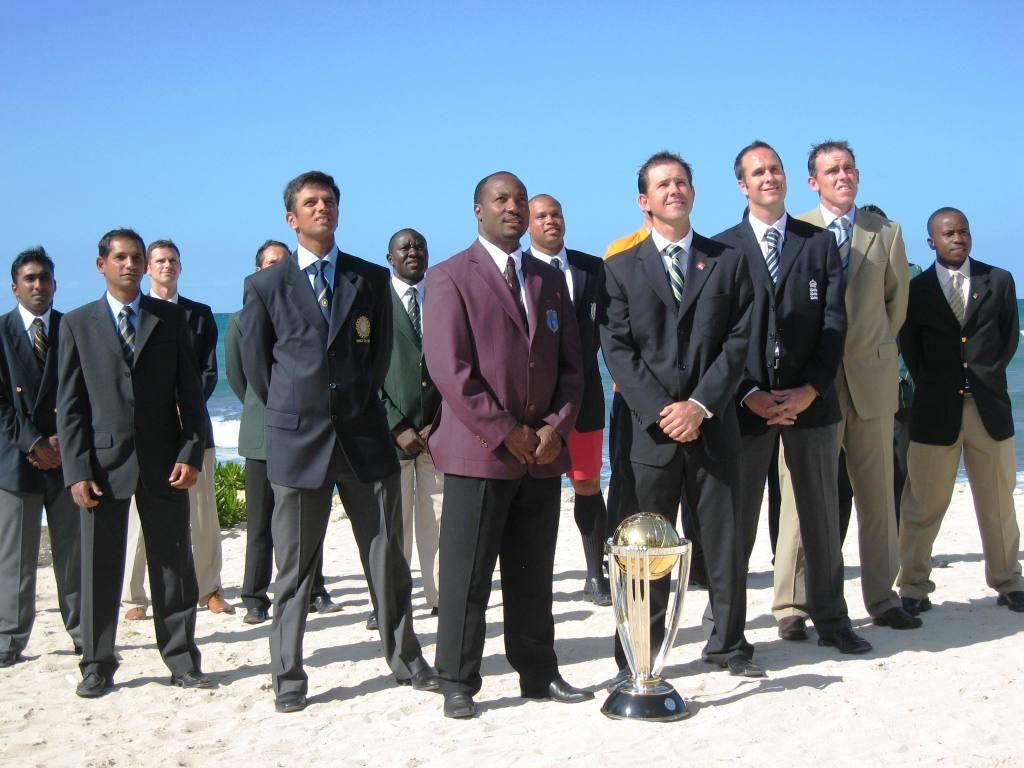
Die Mannschaftskapitäne mit der Trophäe der Weltmeisterschaft 2007

Die Freude darüber währte jedoch nur kurz, nachdem 2005 ein großer Konflikt zwischen der West Indian Players Association (WIPA) und dem Cricket Board ausbrach. Der Streitpunkt war Klausel 5 des Tourvertrages, der dem Cricket Board „das ausschließliche und exklusive Recht, Vorkehrungen für Sponsoring, Werbung, Lizenzierung, Waren- und Verkaufsförderungsaktivitäten in Bezug zum WICB oder ein WICB-Team zu treffen“ zusprach. Der Telekommunikationsanbieter Digicel war der damalige Sponsor der westindischen Mannschaft, während die meisten Spieler Verträge mit Cable & Wireless unterzeichnet hatten. Dieser Konflikt, zusammen mit einem Disput über Vergütungen, führte dazu, dass die West Indies eine Mannschaft ohne Lara und einige andere Spieler für den Besuch der Südafrikaner 2004/05 mit Shivnarine Chanderpaul als Kapitän nominierten. Einige der betroffenen Spieler sollten später doch noch während der Tour spielen. Der Konflikt war jedoch noch nicht gelöst und führte zu einer Zusammenstellung einer zweiten Mannschaft für die Tour nach Sri Lanka 2005. Eine Übereinkunft wurde erst im November 2005 erzielt, und für die Australientour 2005/06 konnte wieder eine Mannschaft in voller Stärke nominiert werden. Auf der Tour übertraf Brian Lara den Australier Allan Border als besten Run-Scorer im Test-Cricket, trotz der Niederlage der West Indies in der Testserie mit 0–3. Mitten in diesen Konflikten waren die West Indies Gastgeber der Weltmeisterschaft 2007, der ersten auf dem amerikanischen Doppelkontinent. Der Gastgeber konnte die Gruppenphase mit Leichtigkeit gewinnen, schied jedoch in der folgenden Runde nach zwei Niederlagen aus.
2009 brach ein neuer Konflikt aus, als mehrere erfahrenere Spieler beschlossen, bei Fragen rund um Bezahlung und Verträgen nicht mit dem Verband zusammenzuarbeiten. Der WICB stellte daraufhin eine zweite Mannschaft für die Testserie gegen Bangladesch und die ICC Champions Trophy 2009 zusammen. 2012 beschlossen der ICC und die FICA (Federation of International Cricketers’ Associations), in dem jahrelangen Konflikt zwischen WICB und WIPA zu vermitteln. 2014 führte ein neuer Disput zwischen dem WICR und der WIPA zur Kürzung der Indientour der West Indies 2014/15. Der Streitpunkt war eine langwierige Zahlungsstruktur zwischen den Spielern, dem Verband WICB und der Spielervereinigung WIPA. 2015 stellten sich mehrere Spieler für Touren nicht zur Verfügung, und nachdem Jason Holder Kapitän wurde, stießen sie auf großes Misstrauen zwischen erfahrenen Bowlern und Holder sowie der Verwaltung und den Selektoren. Als Folge all der Konflikte verloren die West Indies zwischen 1995 und 2015 21 Tests mit einem Innings; im Vergleich verloren die West Indies zwischen 1966 und 1995 nicht mehr als vier Spiele mit einem Innings.

### Wiederaufbau und Dominanz im T20I (2010er Jahre)

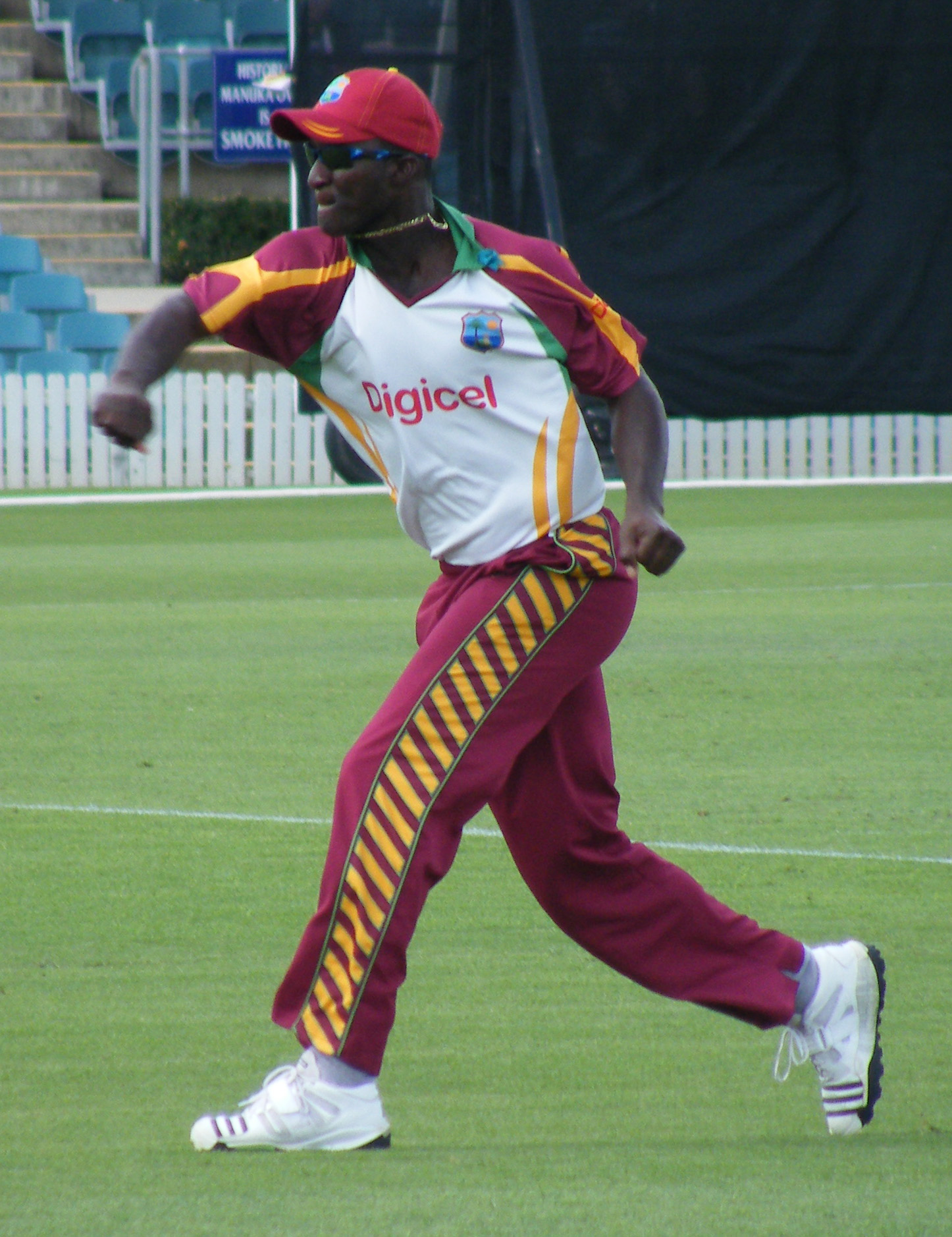
Daren Sammy (2010). Die West Indies gewannen drei wichtige Turniere: einmal die Champions Trophy und den T20 World Cup zweimal. Beide T20-World-Cup-Siege wurden mit Sammy als Kapitän erzielt, woraufhin er nach Clive Lloyd der einzige westindische Kapitän wurde, der verschiedene ICC-Turniere gewinnen konnte

Nachdem T20I-Cricket mit dem ICC World Twenty20 2007 in Südafrika erstmals in Turnierform gespielt wurde, begannen sich die West Indies in dieser Cricket-Form zu etablieren, und zogen Vorteil daraus, dass sie über mehrere Batter in ihren Reihen verfügten, die einen ähnlichen Stil wie Richards beherrschten und auf durchschlagende Bowlings reagieren konnten. Viele westindische Batter bereiteten sich ebenso auf T20I vor, da dies für sie die Möglichkeit lohnender Verträge in T20-Ligen bot. Der bekannteste unter diesen Batter wurde Chris Gayle, der das erste internationale T20-Century erzielte und auch das zweite errang.
Bei der Weltmeisterschaft 2011 in Bangladesch, Indien und Sri Lanka erreichten die West Indies aufgrund ihrer besseren Net Run Rate gegenüber Bangladesch das Viertelfinale, verloren jedoch deutlich gegen Pakistan. Bei der ICC World Twenty20 2012 in Sri Lanka bezwangen die West Indies Australien im Halbfinale und danach den Gastgeber mit 32 Runs und errangen so ihren dritten ICC-Weltmeistertitel und den ersten seit Richards, Holdings und Lloyds Erfolg bei der Weltmeisterschaft 1979. Bei der ICC World Twenty20 2016 schlug man den Gastgeber Indien im Halbfinale nach einer erfolgreichen Run Chase und ihnen wurde beim Hotel von örtlichen und mitgereisten Fans zugejubelt nachdem man das Finale gegen England mit vier Wickets gewann, als Carlos Brathwaite vier aufeinanderfolgende Boundaries von Ben Stokes’ Bällen erzielte, und so das Ziel von 19 Runs im letzten Over erreichte. Im Gegensatz zu ihrem 8. Platz auf der Test-Rangliste und ihrem 9. Platz auf der ODI-Rangliste betraten die West Indies das Finale als zweiter auf der T20I-Rangliste nach Indien.
Bei der Weltmeisterschaft 2015 qualifizierten sich die West Indies dank einer besseren Run Rate vor Irland für das Viertelfinale, unterlagen jedoch deutlich gegen Neuseeland. Bei der ICC World Twenty20 2016 in Indien schlugen die West Indies England und gewannen so ihren zweiten T20I-Titel, die erste Mannschaft, der dies gelang. Außerdem wurden die West Indies die erste Cricketnation, die am selben Tag sowohl den T20 World Cup für Männer als auch für Frauen gewinnen konnte, nachdem die Frauenmannschaft den dreimaligen und verteidigenden Weltmeister Australien schlug und ihren ersten ICC-Titel gewannen. In der Gruppenphase der Weltmeisterschaft 2019 erzielten die West Indies nur zwei Siege (Pakistan und Afghanistan) und landeten in der Tabelle auf dem vorletzten Platz vor Afghanistan. Beim T20 World Cup 2021 in Oman und den Vereinigten Arabischen Emiraten hatte der Titelverteidiger West Indies in der Super 12 einen schwachen Turnierverlauf, nachdem man nur Bangladesch bezwang, jedoch gegen England, Südafrika, Sri Lanka und Australien unterlag und aus dem Turnier ausschied. Beim T20 World Cup 2022 in Australien mussten die West Indies in der Vorrunde beginnen und erlitten im ersten Spiel eine historische Niederlage gegen Schottland. Danach besiegten sie zwar Simbabwe, verpassten jedoch nach einer weiteren Niederlage gegen Irland die Super 12, ihr schwächster Verlauf bei diesem Turnier bisher. Nachdem Schottland während des Cricket World Cup Qualifier 2023 auch seinen ersten ODI-Sieg gegen die West Indies erzielt hatte, konnte sich der zweimalige Weltmeister erstmals nicht für einen Cricket World Cup qualifizieren. Da der Cricket World Cup 2023 gleichzeitig als Qualifikation zur Champions Trophy 2025 diente, verpassten die West Indies auch dieses Turnier. Beim T20 World Cup 2024, den die West Indies gemeinsam mit den Vereinigten Staaten austrugen, erreichte das Team nach vier Vorrundensiegen die Super 8, schied dort jedoch nach Niederlagen gegen England und Südafrika sowie einen Sieg über die Vereinigten Staaten aus.

## Organisation

Flagge des West Indies Cricket Board

Karte der Mitglieder des Verbandes Cricket West Indies: Full Members sind fett, Sub Members in Normalschrift und Affiliates kursiv dargestellt

Der Verband hieß nach seiner Gründung im Jahr 1920 zunächst West Indies Cricket Board of Control. 1996 benannte er sich in West Indies Cricket Board (WICB) um und seit 2015 lautet der Name Cricket West Indies. Der Verband ist verantwortlich für die Organisation des Cricketsports in den West Indies. Seit dem 31. Mai 1926 sind die West Indies Vollmitglied im International Cricket Council (ICC).
Cricket West Indies stellt die West Indies vertretenen Cricket-Nationalmannschaften, einschließlich der für die Männer, Frauen und Jugend, zusammen. Er ist außerdem verantwortlich für die Durchführung von Test-, ODI- und T20I-Serien gegen andere Nationalmannschaften sowie die Organisation von Heimspielen und -turnieren. Neben der Aufstellung des Teams ist er verantwortlich für den Kartenverkauf, der Gewinnung von Sponsoren und der Vermarktung der Medienrechte.
Kinder und Jugendliche werden bereits in der Schule an den Cricketsport herangeführt und je nach Interesse und Talent beginnt dann die Ausbildung. Wie andere Cricketnationen verfügen die West Indies über eine U-19-Nationalmannschaft, die an der entsprechenden Weltmeisterschaft teilnimmt. Die zweite Nationalmannschaft der West Indies bildet West Indies A, deren Spiele über First-Class- bzw. List-A-Status verfügen.

## First-Class-Teams
Das Gebiet der West Indies umfasst den überwiegenden Teil der englischsprachigen Karibik. Innerhalb dieses Gebietes gibt es sechs First-Class-Mannschaften, die um die „nationale“ Meisterschaft kämpfen, diese sind teilweise wieder Zusammenschlüsse kleinerer Staaten bzw. Inseln. In seinen Anfangsjahren während den 1930ern repräsentierte das West Indies Cricket Team die britischen Kolonien, die später die Westindischen Föderation und Britisch-Guayana bilden sollten. Spieler der folgenden Länder und Gebiete können für das West Indies Cricket Team nominiert werden:
- Barbados
- Guyana
- Jamaika
- Leeward Islands ( Antigua und Barbuda,  St. Kitts und Nevis,  Anguilla,  Montserrat,  Britische Jungferninseln,  Amerikanische Jungferninseln und  Sint Maarten)
- Trinidad und Tobago
- Windward Islands ( Dominica,  Grenada,  St. Lucia und  St. Vincent und die Grenadinen)

Andere Territorien und englischsprachige Gebiete wie beispielsweise die Bahamas, Belize, Bermuda, die Cayman Islands und die Turks- und Caicosinseln sind nicht Mitglied des West Indies Cricket Board, sondern eigenständige Mitglieder des International Cricket Council mit nur geringer sportlicher Bedeutung. Nur Bermuda hatte vom 1. Januar 2006 bis 8. April 2009 den Status eines One-Day International Teams und nahm unter anderem an der Weltmeisterschaft 2007 in den West Indies teil. Seit dem 1. Januar 2019 verfügen alle Mitglieder des ICC über T20I-Status.

## Flagge und Hymne

Flagge der West Indies, wie sie bis 1999 Verwendung fand

Die meisten der Cricketnationen verwenden ihre eigenen Nationalflaggen bei internationalen Cricketspielen, da das West Indies Cricket Team allerdings mehrere unabhängige Staaten und Überseegebiete repräsentiert, wird keine der Nationalflaggen, sondern stattdessen eine eigene kastanienbraune Flagge mit einer Palme und einem Wicket auf einer kleinen sonnigen Insel genutzt. Der Hintergrund zeigt manchmal einen horizontalen grünen über einem weißen Streifen mit einem kastanienbraunen Streifen dazwischen. Vor 1999 verwendeten die West Indies eine ähnliche Flagge mit einer Palme auf einer Insel, jedoch ohne Wicket, und anstelle der Sonne erschien das Sternbild Orion. Diese Flagge wurde 1923 von Sir Algernon Aspinall entworfen, dem damaligen Sekretär des West Indies Committee. Etwa zur selben Zeit, in den 1920er Jahren, wurde Nec curat Orion leones als Motto für die West Indies vorgeschlagen, entlehnt von einem Zitat des Horaz, laut dem Orion, symbolisch für die West Indies, sich nicht vor den Löwen [des englischen Crickets] fürchtet.
Da das Team bei internationalen Spielen und Turnieren den Status einer Nationalmannschaft besitzt und somit eine Hymne vor den Spielen gespielt wird, blieb nach dem Zerfall der Westindischen Föderation zunächst offen, welche dieses sein sollte. Zunächst wurde jeweils die Nationalhymne des Staates gespielt, dem der Kapitän angehörte. In den letzten Jahren ging man dazu über, Versionen des im Jahr 1988 komponierten Liedes Rally Round the West Indies…Now and Forever des aus Trinidad stammenden Sängers David Rudder zu verwenden.

## Trikots

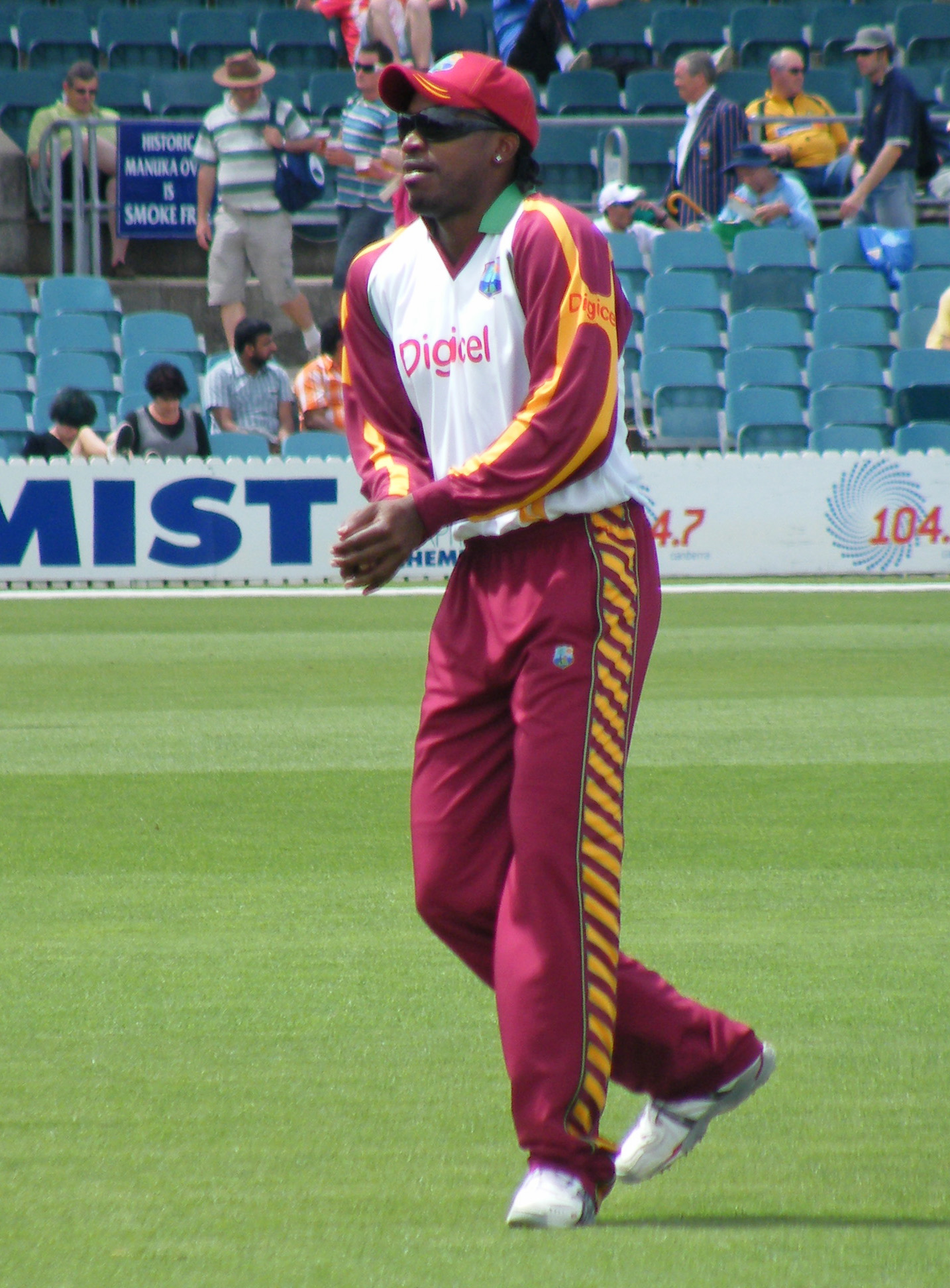
Chris Gayle im traditionellen kastanienbraunen Trikot der West Indies

Bei ODIs trägt das West Indies Cricket Team ein kastanienbraunes Trikot und Hosen. Das Hemd zeigt das Logo von Cricket West Indies und den Namen des Sponsors, seit 2018 Sandals, und den des Trikotausrüsters BLK. Der ODI-Hut ist kastanienbraun mit dem Logo von Cricket West Indies auf der linken Vorderseite, und zwei gelben Streifen.
Im First-Class-Cricket tragen Feldspieler der West Indies einen kastanienbraunen Sonnenhut mit einem breiten Rand oder eine kastanienbraune Baggy-Kappe. Das Logo von Cricket West Indies ist dabei auf der Stirnseite. Helme sind auf ähnliche Weise gestaltet.
Für die World Series Cricket wurden farbige Trikots getragen. Das ursprüngliche Trikot der West Indies war pink und wurde später durch ein kastanienbraunes ersetzt, um mit ihren Hüten für Test-Cricket übereinzustimmen. Als zweite Farbe wurde auch Grau verwendet. Manchmal war Grau die Hauptfarbe noch vor dem traditionellen Kastanienbraun. Einige Trikots verwendeten grün, gelb oder weiß als weitere Farben.
Frühere Trikotausrüster waren BLK (2017–2019), Joma (2015–2018), Woodworm (2008–2015), Admiral (2000–2005), Asics (Weltmeisterschaft 1999), UK Sportsgear (1997–1998), ISC (1992–1996) und Adidas (1979–1991).
Frühere Sponsoren waren Sandals (2018–2021), Digicel (2005–2018), Kentucky Fried Chicken (2006–2009), Cable & Wireless (2000–2004), Carib Beer (1999–2001) und Kingfisher (1996–1999).

## Stadien

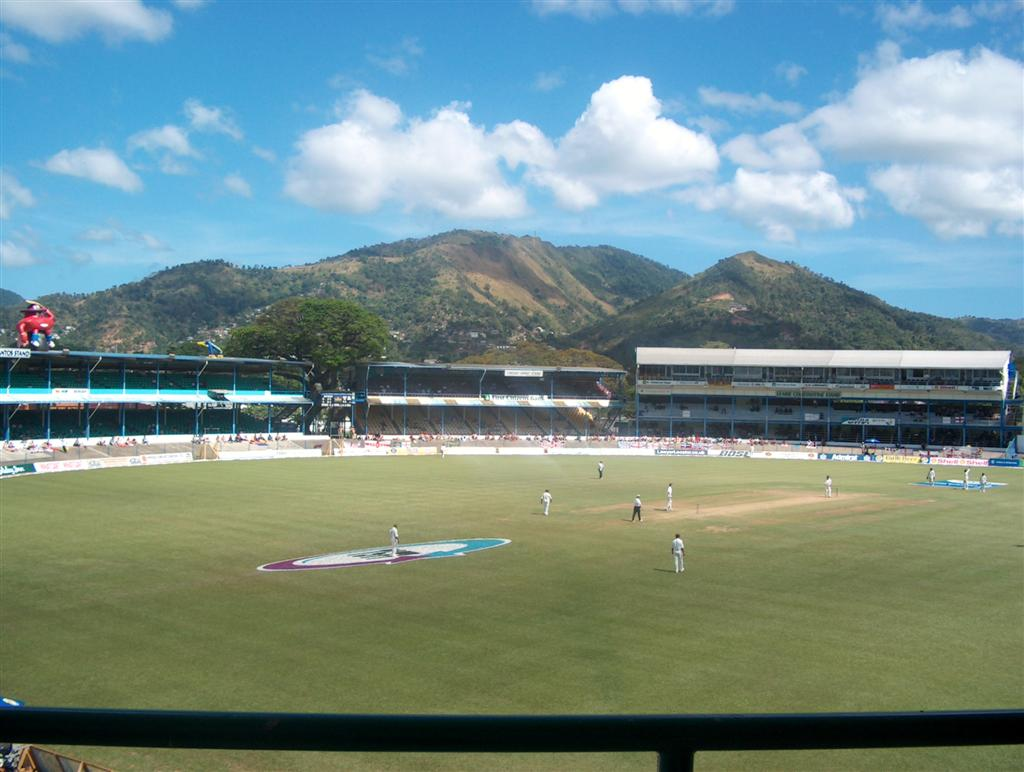
Queen’s Park Oval in Port of Spain, Trinidad und Tobago

Die West Indies verfügen über kein offizielles Heimstadion für ihre Nationalmannschaft, sondern bestreiten ihre Heimspiele in verschiedenen Stadien der Karibik.
Die Mannschaft der West Indies hat bisher auf heimischen Boden 12 Stadien für die Austragung von Testspielen verwendet:
| Nr. | Stadion                     | Stadt                   | Erstnutzung      |
| --- | --------------------------- | ----------------------- | ---------------- |
| 1   | Kensington Oval             | Bridgetown, Barbados    | 11. Januar 1930  |
| 2   | Queen’s Park Oval           | Port of Spain, Trinidad | 1. Februar 1930  |
| 3   | Bourda                      | Georgetown, Guyana      | 21. Februar 1930 |
| 4   | Sabina Park                 | Kingston, Jamaika       | 3. April 1930    |
| 5   | Antigua Recreation Ground   | Saint John’s, Antigua   | 27. März 1981    |
| 6   | Arnos Vale Stadium          | Kingstown, St. Vincent  | 20. Juni 1997    |
| 7   | National Cricket Stadium    | St. George’s, Grenada   | 28. Juni 2002    |
| 8   | Beausejour Stadium          | Gros Islet, St. Lucia   | 20. Juni 2003    |
| 9   | Warner Park                 | Basseterre, St. Kitts   | 22. Juni 2006    |
| 10  | Providence-Stadion          | Georgetown, Guyana      | 22. März 2008    |
| 11  | Sir Vivian Richards Stadium | North Sound, Antigua    | 30. Mai 2008     |
| 12  | Windsor Park                | Roseau, Dominica        | 6. Juli 2011     |

## Internationale Touren
Die West Indies bestreiten seit ihren Vollmitgliedsstatus im ICC bilaterale Touren gegen die anderen Vollmitglieder und weiterer Mitglieder des ICC mit ODI- und T20I-Status. Ebenso empfängt man daheim durch die Karibik tourenden Nationalteams. Im heimischen Sommer ist man entweder Gastgeber oder tourt durch andere Cricketnationen der Nordhemisphäre und im heimischen Winter tourt man durch die Cricketnationen der Südhemisphäre. Dabei spielen die West Indies im Test Cricket seit 1960/61 gegen Australien um die Frank Worrell Trophy, seit 1998 gegen Südafrika um die Sir Vivian Richards Trophy, seit 2001 gegen Simbabwe um die Clive Lloyd Trophy, seit 2015/16 gegen Sri Lanka um die Sobers-Tissera Trophy und von 1963 bis 2020 gegen England um die Wisden Trophy. Die letztgenannte wurde 2021/22 durch die Richards-Botham Trophy ersetzt.

## Spieler

### Bekannte Spieler

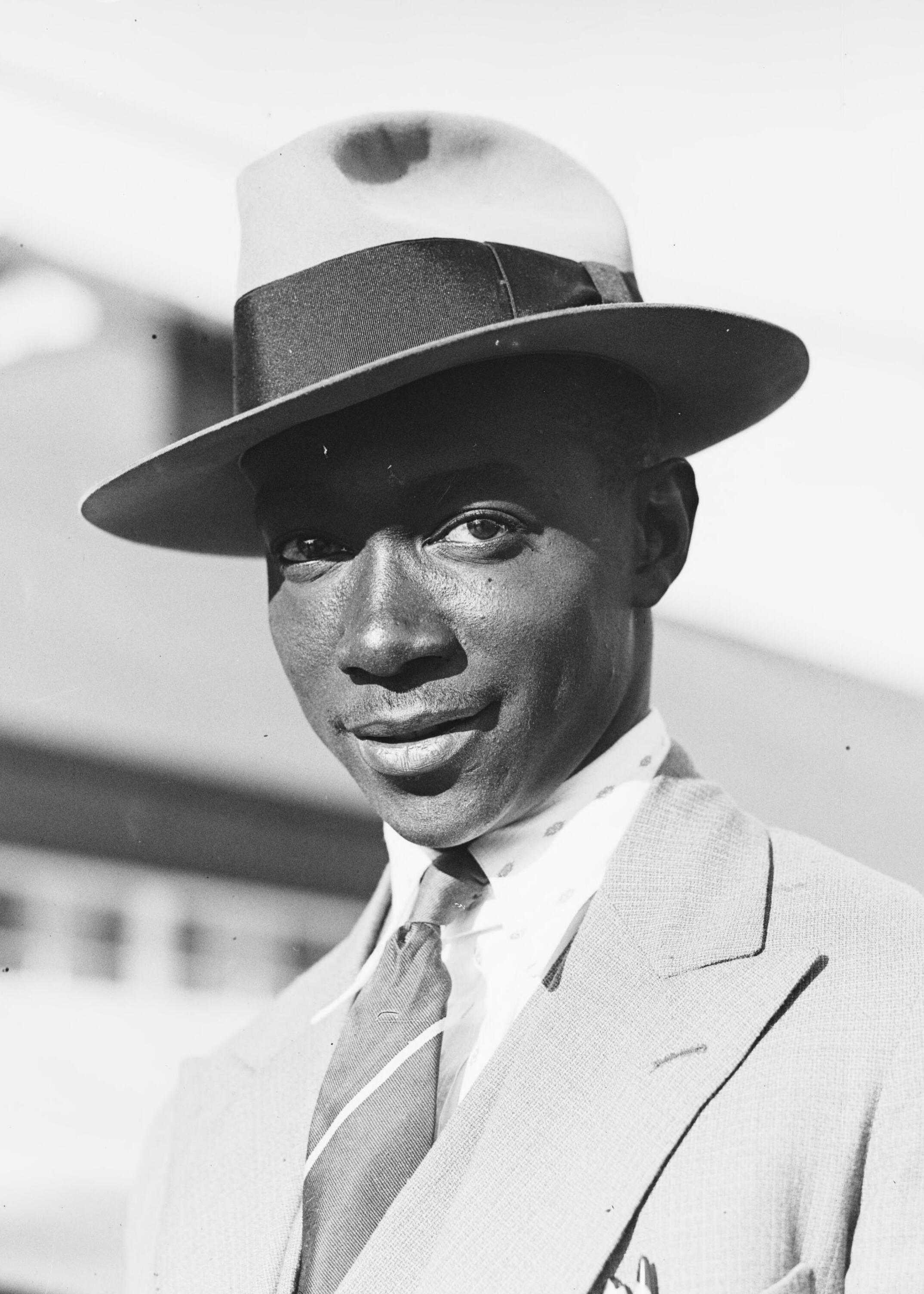
George Headley (1930/31)

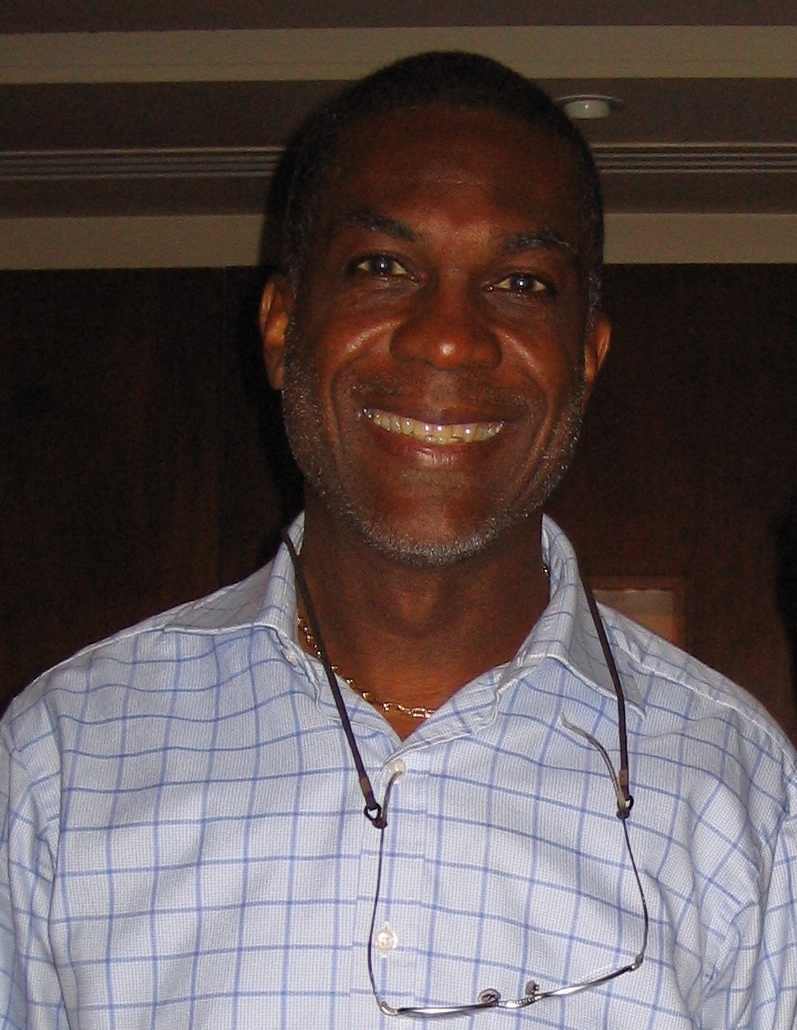
Michael Holding (1980)

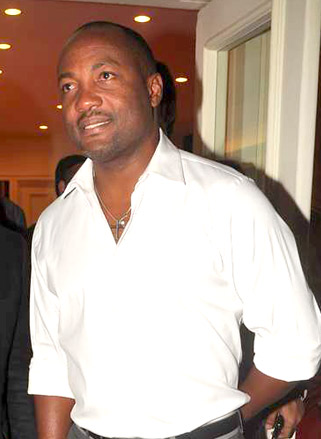
Brian Lara (2012)

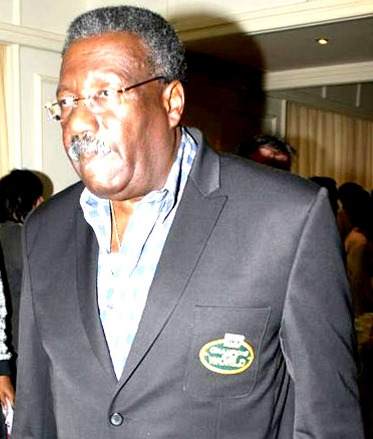
Clive Lloyd (2013)

21 ehemalige Spieler der West Indies wurden aufgrund ihrer herausragenden Leistungen in die ICC Cricket Hall of Fame aufgenommen:
| Spieler                | Position             | Aufnahme |
| ---------------------- | -------------------- | -------- |
| Curtly Ambrose         | Bowler               | 2011     |
| Shivnarine Chanderpaul | Batter               | 2022     |
| Learie Constantine     | All-rounder          | 2021     |
| Joel Garner            | Bowler               | 2010     |
| Lance Gibbs            | Bowler               | 2009     |
| Gordon Greenidge       | Opening Batter       | 2009     |
| Wes Hall               | Bowler               | 2015     |
| Desmond Haynes         | Batter               | 2021     |
| George Headley         | Batter               | 2009     |
| Michael Holding        | Bowler               | 2009     |
| Rohan Kanhai           | Wicket-Keeper-Batter | 2009     |
| Brian Lara             | Batter               | 2012     |
| Clive Lloyd            | Batter               | 2009     |
| Malcolm Marshall       | Bowler               | 2009     |
| Viv Richards           | Batter               | 2009     |
| Andy Roberts           | Bowler               | 2009     |
| Garfield Sobers        | All-rounder          | 2009     |
| Clyde Walcott          | Wicket-Keeper        | 2016     |
| Courtney Walsh         | Bowler               | 2010     |
| Everton Weekes         | Wicket-Keeper        | 2009     |
| Frank Worrell          | All-rounder          | 2009     |

### Spielerstatistiken
Insgesamt haben für die West Indies 340 Spieler Tests, 227 Spieler ODIs und 97 Spieler T20Is gespielt. Im Folgenden sind die Spieler aufgeführt, die für das West Indies Cricket Team die meisten Runs und Wickets erzielt haben.

#### Runs
| Test                    | Test                    | Test                    | Test                    | ODI                     | ODI                     | ODI                     | ODI                     | T20I                    | T20I                    | T20I                    | T20I                    |
| Spieler                 | Zeitraum                | Tests                   | Runs                    | Spieler                 | Zeitraum                | ODIs                    | Runs                    | Spieler                 | Zeitraum                | T20Is                   | Runs                    |
| ----------------------- | ----------------------- | ----------------------- | ----------------------- | ----------------------- | ----------------------- | ----------------------- | ----------------------- | ----------------------- | ----------------------- | ----------------------- | ----------------------- |
| Brian Lara              | 1990–2006               | 130                     | 11.912                  | Chris Gayle             | 1999–2019               | 298                     | 10.425                  | Nicholas Pooran         | 2016–heute              | 106                     | 2.275                   |
| Shivnarine Chanderpaul  | 1994–2015               | 164                     | 11.867                  | Brian Lara              | 1990–2007               | 295                     | 10.348                  | Chris Gayle             | 2006–2021               | 079                     | 1.899                   |
| Viv Richards            | 1974–1991               | 121                     | 08.540                  | Shivnarine Chanderpaul  | 1994–2011               | 268                     | 08.778                  | Rovman Powell           | 2007–heute              | 091                     | 1.747                   |
| Garfield Sobers         | 1954–1974               | 093                     | 08.032                  | Desmond Haynes          | 1978–1994               | 238                     | 08.648                  | Evin Lewis              | 2016–heute              | 061                     | 1.643                   |
| Gordon Greenidge        | 1974–1991               | 108                     | 07.558                  | Viv Richards            | 1975–1991               | 187                     | 06.721                  | Marlon Samuels          | 2007–2018               | 067                     | 1.611                   |
| Stand: 14. Februar 2025 | Stand: 14. Februar 2025 | Stand: 14. Februar 2025 | Stand: 14. Februar 2025 | Stand: 14. Februar 2025 | Stand: 14. Februar 2025 | Stand: 14. Februar 2025 | Stand: 14. Februar 2025 | Stand: 14. Februar 2025 | Stand: 14. Februar 2025 | Stand: 14. Februar 2025 | Stand: 14. Februar 2025 |

#### Wickets
| Test                    | Test                    | Test                    | Test                    | ODI                     | ODI                     | ODI                     | ODI                     | T20I                    | T20I                    | T20I                    | T20I                    |
| Spieler                 | Zeitraum                | Tests                   | Wickets                 | Spieler                 | Zeitraum                | ODIs                    | Wickets                 | Spieler                 | Zeitraum                | T20Is                   | Wickets                 |
| ----------------------- | ----------------------- | ----------------------- | ----------------------- | ----------------------- | ----------------------- | ----------------------- | ----------------------- | ----------------------- | ----------------------- | ----------------------- | ----------------------- |
| Courtney Walsh          | 1984–2001               | 132                     | 519                     | Courtney Walsh          | 1985–2000               | 205                     | 227                     | Dwayne Bravo            | 2006–2021               | 91                      | 78                      |
| Curtly Ambrose          | 1988–2000               | 098                     | 405                     | Curtly Ambrose          | 1988–2000               | 176                     | 225                     | Jason Holder            | 2014–heute              | 63                      | 66                      |
| Malcolm Marshall        | 1978–1991               | 081                     | 376                     | Dwayne Bravo            | 2004–2014               | 164                     | 199                     | Akeal Hosein            | 2021–heute              | 67                      | 60                      |
| Lance Gibbs             | 1958–1976               | 079                     | 309                     | Carl Hooper             | 1987–2003               | 227                     | 193                     | Andre Russell           | 2011–heute              | 83                      | 60                      |
| Kemar Roach             | 2009–heute              | 085                     | 284                     | Chris Gayle             | 1999–2019               | 298                     | 167                     | Romario Shepherd        | 2020–heute              | 053                     | 56                      |
| Stand: 14. Februar 2025 | Stand: 14. Februar 2025 | Stand: 14. Februar 2025 | Stand: 14. Februar 2025 | Stand: 14. Februar 2025 | Stand: 14. Februar 2025 | Stand: 14. Februar 2025 | Stand: 14. Februar 2025 | Stand: 14. Februar 2025 | Stand: 14. Februar 2025 | Stand: 14. Februar 2025 | Stand: 14. Februar 2025 |

### Mannschaftskapitäne
Bisher haben insgesamt 37 Spieler als Kapitän für die West Indies bei einem Testmatch fungiert, 32 für ein ODI und 16 für ein T20I.
| Test | Test                   | Test      | ODI                    | ODI        | T20I                   | T20I       |
| Nr.  | Name                   | Zeitraum  | Name                   | Zeitraum   | Name                   | Zeitraum   |
| ---- | ---------------------- | --------- | ---------------------- | ---------- | ---------------------- | ---------- |
| 1    | Karl Nunes             | 1928–1930 | Rohan Kanhai           | 1973       | Shivnarine Chanderpaul | 2006       |
| 2    | Edward Hoad            | 1930      | Clive Lloyd            | 1975–1985  | Chris Gayle            | 2007–2010  |
| 3    | Nelson Betancourt      | 1930      | Deryck Murray          | 1978–1979  | Ramnaresh Sarwan       | 2007       |
| 4    | Maurius Fernandes      | 1930      | Alvin Kallicharan      | 1978       | Dwayne Bravo           | 2007–2014  |
| 5    | George Grant           | 1930–1935 | Viv Richards           | 1980–1991  | Denesh Ramdin          | 2009–2010  |
| 6    | Rolph Grant            | 1939      | Michael Holding        | 1984       | Floyd Reifer           | 2009       |
| 7    | George Headley         | 1948      | Gordon Greenidge       | 1988       | Daren Sammy            | 2011–2016  |
| 8    | Gerald Gomez           | 1948      | Desmond Haynes         | 1989–1993  | Carlos Brathwaite      | 2016–2019  |
| 9    | John Goddard           | 1948–1957 | Jeff Dujon             | 1990       | Jason Mohammed         | 2018       |
| 10   | Jeffrey Stollmeyer     | 1952–1955 | Richie Richardson      | 1991–1996  | Jason Holder           | 2019       |
| 11   | Denis Atkinson         | 1955–1956 | Courtney Walsh         | 1994–1997  | Kieron Pollard         | 2019–2022  |
| 12   | Gerry Alexander        | 1958–1960 | Brian Lara             | 1994–2007  | Nicholas Pooran        | 2021–2022  |
| 13   | Frank Worrell          | 1960–1963 | Carl Hooper            | 1997–2003  | Rovman Powell          | 2022–2024  |
| 14   | Garfield Sobers        | 1965–1972 | Jimmy Adams            | 1999–2001  | Brandon King           | 2024       |
| 15   | Rohan Kanhai           | 1973–1974 | Sherwin Campbell       | 2000       | Roston Chase           | 2024       |
| 16   | Clive Lloyd            | 1974–1985 | Ridley Jacobs          | 2002       | Shai Hope              | 2025–heute |
| 17   | Alvin Kallicharran     | 1978–1979 | Ramnaresh Sarwan       | 2004–2008  |                        |            |
| 18   | Deryck Murray          | 1979      | Shivnarine Chanderpaul | 2005–2006  |                        |            |
| 19   | Viv Richards           | 1980–1991 | Sylvester Joseph       | 2005       |                        |            |
| 20   | Gordon Greenidge       | 1988      | Chris Gayle            | 2007–2010  |                        |            |
| 21   | Desmond Haynes         | 1990      | Dwayne Bravo           | 2007–2014  |                        |            |
| 22   | Richard Richardson     | 1992–1995 | Floyd Reifer           | 2009       |                        |            |
| 23   | Courtney Walsh         | 1994–1997 | Daren Sammy            | 2010–2013  |                        |            |
| 24   | Brian Lara             | 1997–2006 | Denesh Ramdin          | 2011       |                        |            |
| 25   | James Adams            | 2000–2001 | Kieron Pollard         | 2013–2022  |                        |            |
| 26   | Carl Hooper            | 2001–2002 | Jason Holder           | 2015–2019  |                        |            |
| 27   | Ridley Jacobs          | 2002      | Marlon Samuels         | 2015       |                        |            |
| 28   | Shivnarine Chanderpaul | 2005–2006 | Jason Mohammed         | 2017–2021  |                        |            |
| 29   | Ramnaresh Sarwan       | 2007–2008 | Rovman Powell          | 2018       |                        |            |
| 30   | Daren Ganga            | 2007      | Nicholas Pooran        | 2022       |                        |            |
| 31   | Chris Gayle            | 2007–2010 | Shai Hope              | 2023–heute |                        |            |
| 32   | Dwayne Bravo           | 2008      | Roston Chase           | 2023       |                        |            |
| 33   | Floyd Reifer           | 2009      |                        |            |                        |            |
| 34   | Daren Sammy            | 2010–2013 |                        |            |                        |            |
| 35   | Denesh Ramdin          | 2014–2015 |                        |            |                        |            |
| 36   | Jason Holder           | 2015–2020 |                        |            |                        |            |
| 37   | Kraigg Brathwaite      | 2017–2025 |                        |            |                        |            |

## Bilanz
Die Mannschaft hat die folgenden Bilanzen gegen die anderen Vollmitglieder des ICC im Test-, ODI- und T20I-Cricket (Stand: 14. Februar 2025).
| Gegner      | Tests | Tests | Tests | Tests | Tests | ODIs | ODIs | ODIs | ODIs | ODIs | T20Is | T20Is | T20Is | T20Is | T20Is |
| Gegner      | Sp.   | S     | U     | N     | R     | Sp.  | S    | U    | N    | NR   | Sp.   | S     | U     | N     | NR    |
| ----------- | ----- | ----- | ----- | ----- | ----- | ---- | ---- | ---- | ---- | ---- | ----- | ----- | ----- | ----- | ----- |
| Afghanistan | 1     | 1     | 0     | 0     | 0     | 9    | 5    | 0    | 3    | 1    | 8     | 5     | 0     | 3     | 0     |
| Australien  | 120   | 33    | 1     | 61    | 25    | 146  | 61   | 3    | 79   | 3    | 22    | 11    | 0     | 11    | 0     |
| Bangladesch | 22    | 15    | 0     | 5     | 2     | 47   | 24   | 0    | 21   | 2    | 19    | 9     | 0     | 8     | 2     |
| England     | 166   | 59    | 0     | 54    | 53    | 108  | 48   | 0    | 54   | 6    | 35    | 18    | 0     | 16    | 1     |
| Indien      | 100   | 30    | 0     | 23    | 47    | 142  | 64   | 2    | 72   | 4    | 30    | 10    | 0     | 19    | 1     |
| Irland      | 0     | 0     | 0     | 0     | 0     | 15   | 11   | 0    | 3    | 1    | 8     | 3     | 0     | 3     | 2     |
| Neuseeland  | 49    | 13    | 0     | 17    | 19    | 68   | 31   | 0    | 30   | 7    | 20    | 5     | 3     | 10    | 2     |
| Pakistan    | 56    | 19    | 0     | 22    | 15    | 137  | 71   | 3    | 63   | 0    | 21    | 3     | 0     | 15    | 3     |
| Simbabwe    | 12    | 8     | 0     | 0     | 4     | 49   | 36   | 1    | 11   | 1    | 4     | 3     | 0     | 1     | 0     |
| Sri Lanka   | 24    | 4     | 0     | 11    | 9     | 67   | 32   | 0    | 32   | 3    | 18    | 8     | 0     | 10    | 0     |
| Südafrika   | 34    | 3     | 0     | 23    | 8     | 64   | 16   | 1    | 45   | 2    | 26    | 14    | 0     | 12    | 0     |

## Internationale Turniere

### World Test Championship
- 2019–2021: 8. Platz
- 2021–2023: 8. Platz
- 2023–2025: 8. Platz
- 2025–2027: qualifiziert

### Cricket World Cup
- 1975: Sieger
- 1979: Sieger
- 1983: 2. Platz
- 1987: Vorrunde
- 1992: Vorrunde
- 1996: Halbfinale
- 1999: Vorrunde
- 2003: Vorrunde
- 2007: Super 8
- 2011: Viertelfinale
- 2015: Viertelfinale
- 2019: Vorrunde (Qualifikation)
- 2023: nicht qualifiziert (Qualifikation)
- 2027: noch ausstehend
- 2031: noch ausstehend

### Champions Trophy
- 1998: 2. Platz
- 2000: Vorrunde
- 2002: Vorrunde
- 2004: Sieger
- 2006: 2. Platz
- 2009: Vorrunde
- 2013: Vorrunde
- 2017: nicht qualifiziert
- 2025: nicht qualifiziert
- 2029: noch ausstehend

### T20 World Cup
- 2007: Vorrunde
- 2009: Halbfinale
- 2010: Super 8
- 2012: Sieger
- 2014: Halbfinale
- 2016: Sieger
- 2021: Super 12
- 2022: Vorrunde
- 2024: Super 8
- 2026: qualifiziert
- 2028: noch ausstehend
- 2030: noch ausstehend